# 富士登山
富士登山（ふじとざん）では、富士山への登山に関して解説する。
富士山は、平安時代には登山がわずかながらも行われていたようであり、古くから山岳信仰の対象となり鎌倉時代には修験道による登山が確立し、江戸時代には富士講信仰による登山が盛んになり、明治時代以降は観光目的の登山が行なわれてきた。富士山は旧甲斐国（現・山梨県）および旧駿河国（現・静岡県）にまたがっており、現代における正規の登山道としては、山梨県側から入る「吉田ルート」と、静岡県側から入る「須走ルート」「御殿場ルート」「富士宮ルート」の合計4つが設定されている。

## 歴史

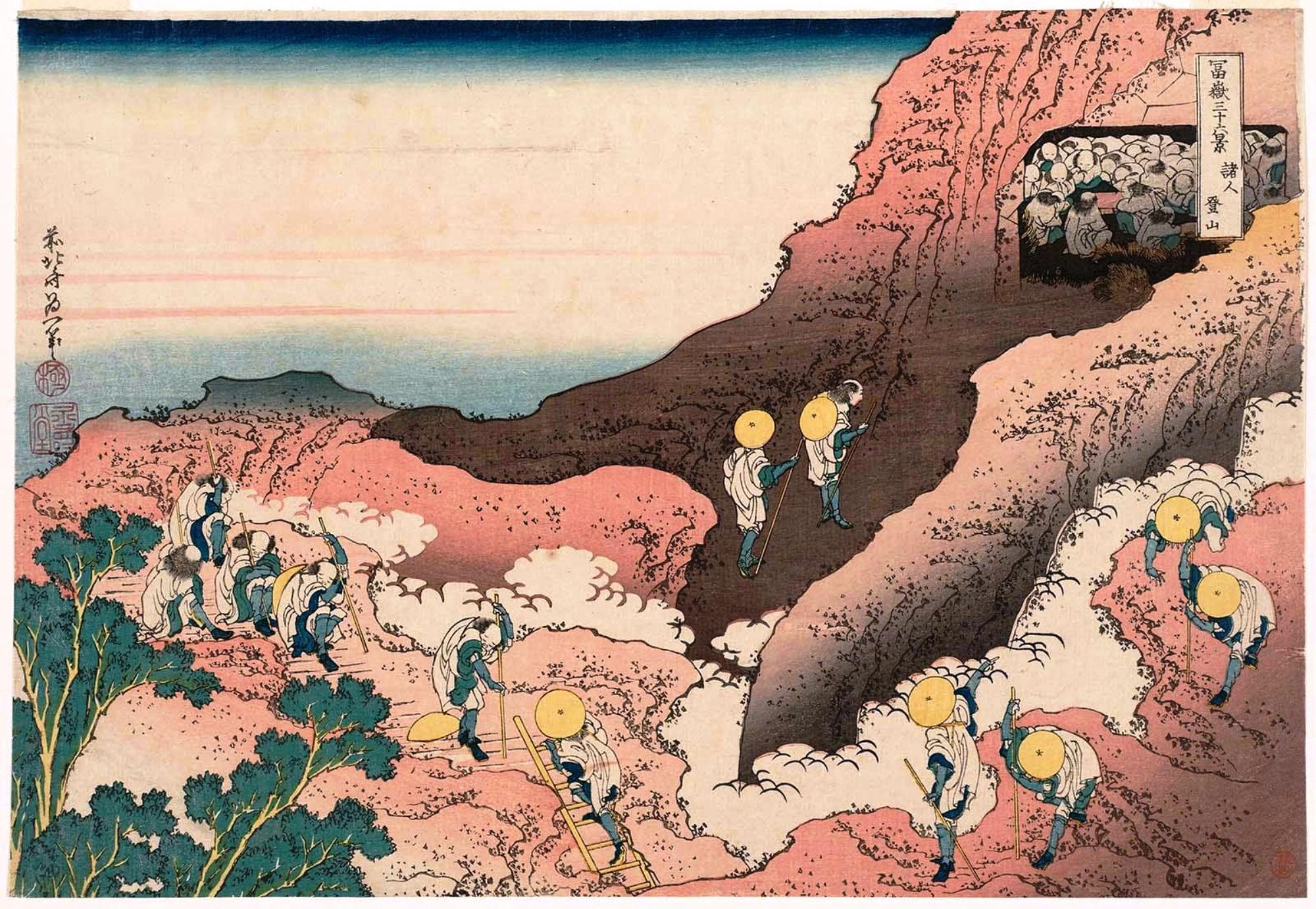
江戸時代の富士登山。浮世絵『冨嶽三十六景 諸人登山』（葛飾北斎画）に描かれた江戸時代の富士登山

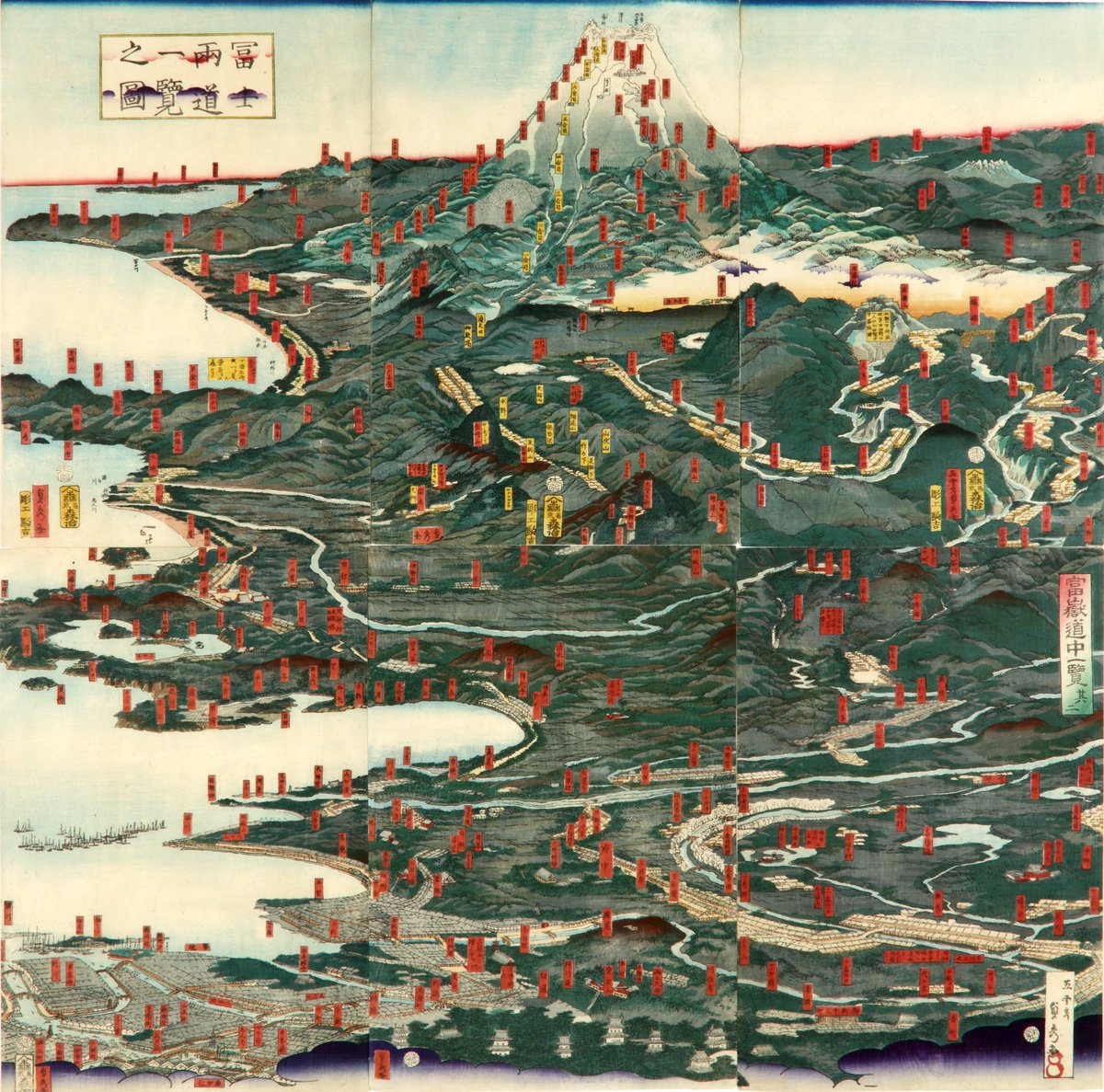
五雲亭貞秀が安政6年（1859年）に描いた『富士両道一覧之図』。幕末の江戸（左下）から「両道」すなわち東海道と甲州街道を通って富士登山に至る道中と周辺の名所を、デフォルメした鳥瞰図で表現している。

富士山は神体山（霊山、霊峰）として古来崇められ、修行や参拝のための入山・登頂が行なわれて歴史が長い。
伝説では飛鳥時代、聖徳太子が乗馬して山頂に至り、役小角が流刑先の伊豆大島から海上を歩いて富士山頂に通ったとされる。
平安時代の貴族にして学者の都良香が記した『富士山記』には富士山頂の実情に近い風景描写がある。これは、良香本人が登頂、または実際に登頂した者に取材しなければ知り得ない記述であり、平安時代に山頂へ至った者がいたことの傍証である。
鎌倉時代には村山修験による修行のための登山が確立し、現在につながる4つの登山口が既にあった。富士山本宮浅間大社に伝わる正治2年（1200年）の『末代証拠三ケ所立会証文』には「東口珠山」「南口大宮」「北口吉田」と、「須山口登山道（現在の御殿場ルート）」「大宮口登山道（現在の富士宮ルート）」「吉田口登山道（現在の吉田ルート）」の3ルートが記され、また北口の下山道と位置付けられていた「須走口登山道（現在の須走ルート）」は北口より歴史が古い可能性が高いことから、鎌倉時代には既に存在したと考えられている。考古学的資料から見ても、現在につながる4つのルートが遅くとも南北朝時代には開かれていたことは確実である。戦国時代の富士山北麓について甲斐国で書かれた『勝山記』によれば、既に修行ではなく参拝のための登山が確立していたことがわかる。
古くは駿河国側の3ルートが「表口」、甲斐国側が「裏口」と呼ばれた。大宮口は大宮・村山（現在の静岡県富士宮市）の2つの村落に管理される「大宮・村山口登山道（現在の富士宮ルート）」であり、また北口には吉田（現在の山梨県富士吉田市）以外に河口（現在の山梨県富士河口湖町）が管理する「船津口登山道（現在の吉田ルート）」があった。戦国時代以降に富士登山が盛んになると、主に6つの村落が登山客を巡って争うようになった。なお船津口は六合目で吉田口に合流し、吉田口は八合目（現在の本八合目）で須走口に合流するため、頂上の内院散銭などの利権は須山（現在の静岡県裾野市）、大宮・村山、須走（現在の静岡県小山町）が管理していた。
江戸時代中期以降には関東地方を中心に富士講が流行し、一般人による信仰目的の登山が増加した。宝永4年（1707年）の宝永大噴火で須山口は70年以上、大宮・村山口と須走口は30年以上不通になり、河口が隆盛するが、さらに富士講が流行ると、河口は当初これを避けた。これに対し吉田が早いうちから受け入れたため、河口を押しのけ頂上の利権争いに加わるまで隆盛し、現代につながる吉田口優勢の状態になった。
観光目的の登山は特に西洋の登山文化が導入された明治期以降、特に東京府と山梨県を結ぶ中央線の開通以降に盛んになった。明治以降になると「精進口登山道」など新しいルートが次々と開削されたが主流になることはなく、昭和半ばにバスで各ルートの五合目まで行けるようになると、古来の4ルート以外は衰退していった。
富士山はかつて女人禁制とされていた。しかし、江戸時代に登山客の増加につれて二合目、三合目、期間限定で五合目などと徐々に解禁されていった。江戸時代後期の天保3年（1832年）に女性では初めて高山たつが登頂。幕末開国後の万延元年7月26日（1860年9月7日）には、駐日英国公使ラザフォード・オールコックが外国人として初登頂をとげ、慶応3年（1867年）10月には、英国公使ハリー・パークス夫人が、外国人女性の初登頂者となった。
2008年、静岡県側の御殿場市観光協会では当時の皇太子（徳仁）の辿ったルートを、登山口となる富士宮口五合目の標高の高さと、御殿場口の静けさや下山ルートの大砂走りなどの魅力を兼ね備えた「プリンスルート」として宣伝を始めた。このルートは従来は荒れていた区間もあったが、皇太子一行の通行に先立ち再整備されたものである。道標等も整備され、「プリンスルート」の名称も道標や案内図に正式に採用されている。マイカー登山者の利便性を考慮し、2009年（平成21年）シーズン以降、富士宮口のマイカー規制時に二合目の水ヶ塚公園駐車場と御殿場口新五合目の間にシャトルバスを運行している。また、このルートを使う登山者の増加に伴い、休館状態だった御殿場口の山小屋「わらじ館」が2011年から本格的に営業を再開した。

## 登山期間
富士山の気候は厳しく、登山道が山頂まで利用できる時季は、公式には夏山登山に限られる。山開きおよびシーズン終了は7月から9月にかけてで、日取りは年とルートにより異なる。残雪の多い年は7月中旬まで登山道に雪が残り、ルートの開通が山開きに間に合わないことがしばしばある。
9月に入ると営業している山小屋が少なくなり、宿泊や休憩、飲料水・食事、トイレの提供の問題により、登山者は徐々に少なくなる。静岡県側は、9月の第一日曜日を過ぎると富士宮ルートと御殿場ルートの七合目以上の山小屋および須走ルートの多くの山小屋は閉鎖される。山梨県側は、吉田ルートの山小屋については、9月上旬までは、大多数の山小屋が営業し、9月14日の閉山の直前まで営業するところが多いが、山頂の山小屋は8月下旬から徐々に休業し始める。
日本最高峰である富士山の地形や気候は、後述するように非常に厳しく、上記期間以外において、万全な準備をしない登山者は、原則登山が禁止されている。特に積雪期・残雪期の無謀な登山は、自殺といえる行為である。

### 夏期以外の登山
「富士登山における安全確保のためのガイドライン（主に夏山の期間以外における注意事項）」は、「気象条件が特に厳しいために遭難事故が発生するリスクが非常に高くなっている」ことや、「積雪期には傾斜が急な斜面が広範囲に渡って凍結するため、転倒等で滑落した場合に死亡事故につながる可能性が高い」ことなどを根拠に、「万全な準備をしない登山者の登山(スキー・スノーボードによる滑走を含む)」を禁止している。また、充分な技術・経験・知識・装備・計画のある登山者にも、登山計画書を所轄の警察署に必ず提出するよう要求している。
五合目以上の登山道は夏山期間以外は閉鎖される。御中道など五合目周辺も冬期は積雪し登山道が閉鎖される。2014年は12月1日に閉鎖し、2015年は6月20日に開通した。吉田口登山道は、5合目より下に関しては、富士山駅から馬返のバスは2015年は5月2日から11月3日がバスの運行期間。冬期は積雪する。
山開きしていない期間、山小屋は閉鎖されており、天候の急変や体調不良に陥っても避難できる場所は限られる。また、携帯電話の電波も停波していることがあり、救助要請が不可能な場所もある。

### 富士山の気候
気温
富士山頂はケッペンの気候区分でツンドラ気候に分類されるほど寒冷である。最暖月の8月の平均気温は6℃で、最寒月の1月の平均気温はマイナス18℃である。1981年2月27日には最低気温マイナス38.0℃を記録した。
例えば東京と比較してみると、富士スバルライン五合目では約13度低く、山頂では約22度低い。盛夏のスバルライン五合目の気温は東京での4月中旬から11月中旬に相当し、山頂の気温は1月頃に相当する。富士山に限らないが、一般に、風に吹かれた場合、風速毎秒1mで体感温度は1度下がるとされる。
風
富士山頂の平均風速は夏期で8m/s、冬期で20m/sである。1966年9月25日には最大瞬間風速91.0m/sを、1942年4月5日には最大風速(10分間の平均風速)72.5m/sを記録した。いずれも2024年現在、国内一位の記録である。
気圧
富士山頂の平均気圧は638ヘクトパスカル、0.63気圧である。そのため山頂付近では水が約88℃で沸騰し、人間は高山病を発症する危険性が高まる。

## 入山可能時刻
2025年夏から、静岡県側からの入山に関して、夜通しで山頂を目指す危険な弾丸登山を防ぐため、山小屋に宿泊しない登山客に対しては午後2時から翌日午前3時までの入山を規制すると静岡県の条例で定められた。2025年3月17日に静岡県議会で条例が可決したことでそう決定した。

## 入山料、登山料金
2025年夏から、山梨、静岡どちらの県から入山しても登山客は一人あたり4000円の入山料を払う必要がある。
山梨県からの入山（吉田ルート）は2024年に4000円を支払うと定めた条例が制定されていたが、2025年3月17日に静岡県議会も富士山の登山客から1人4000円の入山料を徴収する条例案を可決し5月9日から施行される。これにより2025年夏から山梨、静岡どちらから入山しても4000円の入山料を支払うことで統一される。
登山前に「環境整備の協力金」1,000円を支払う必要がある。

## 登山ルート

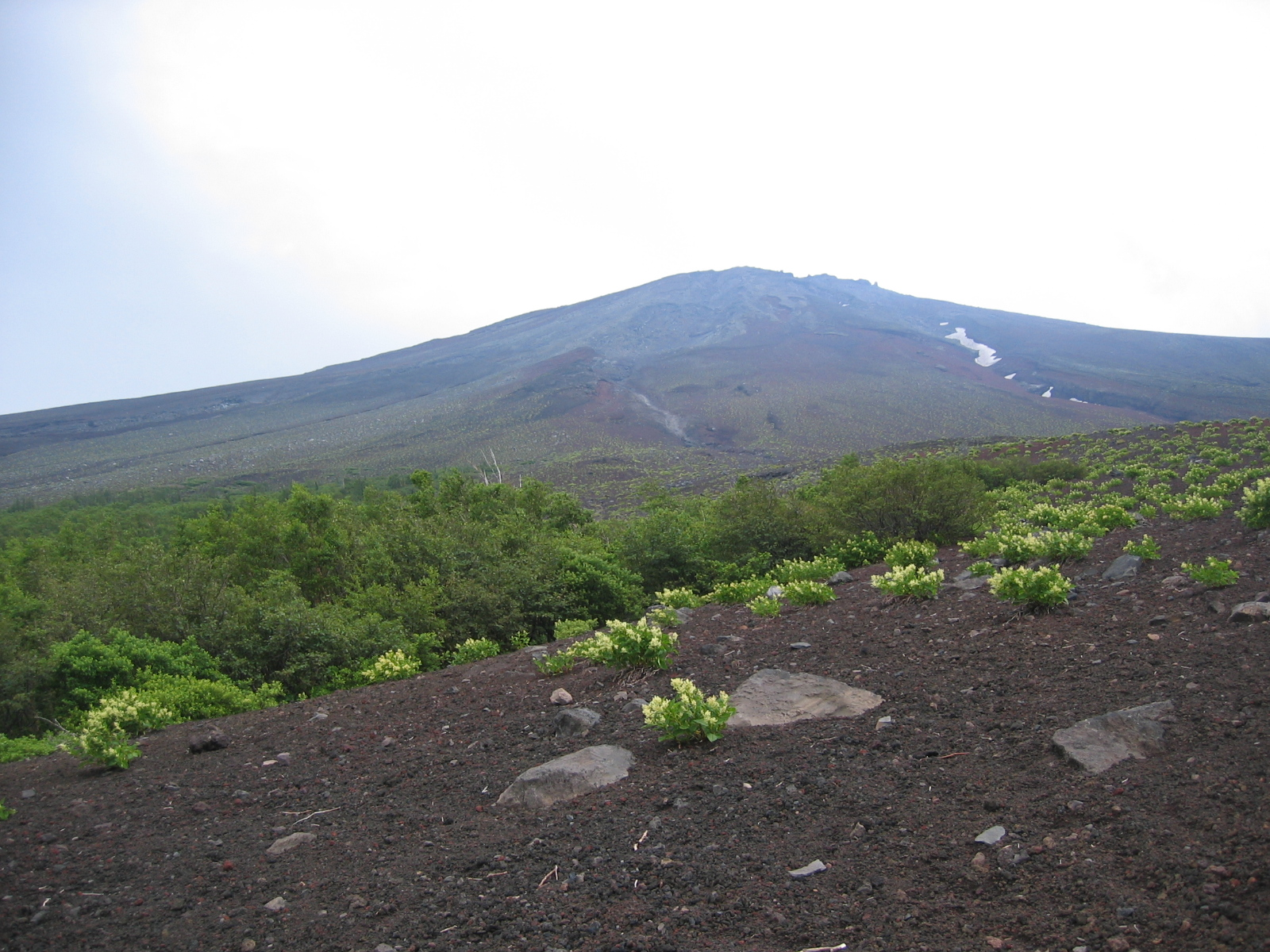
五合目から上から見た富士山（北西斜面、標高約2,300mから）

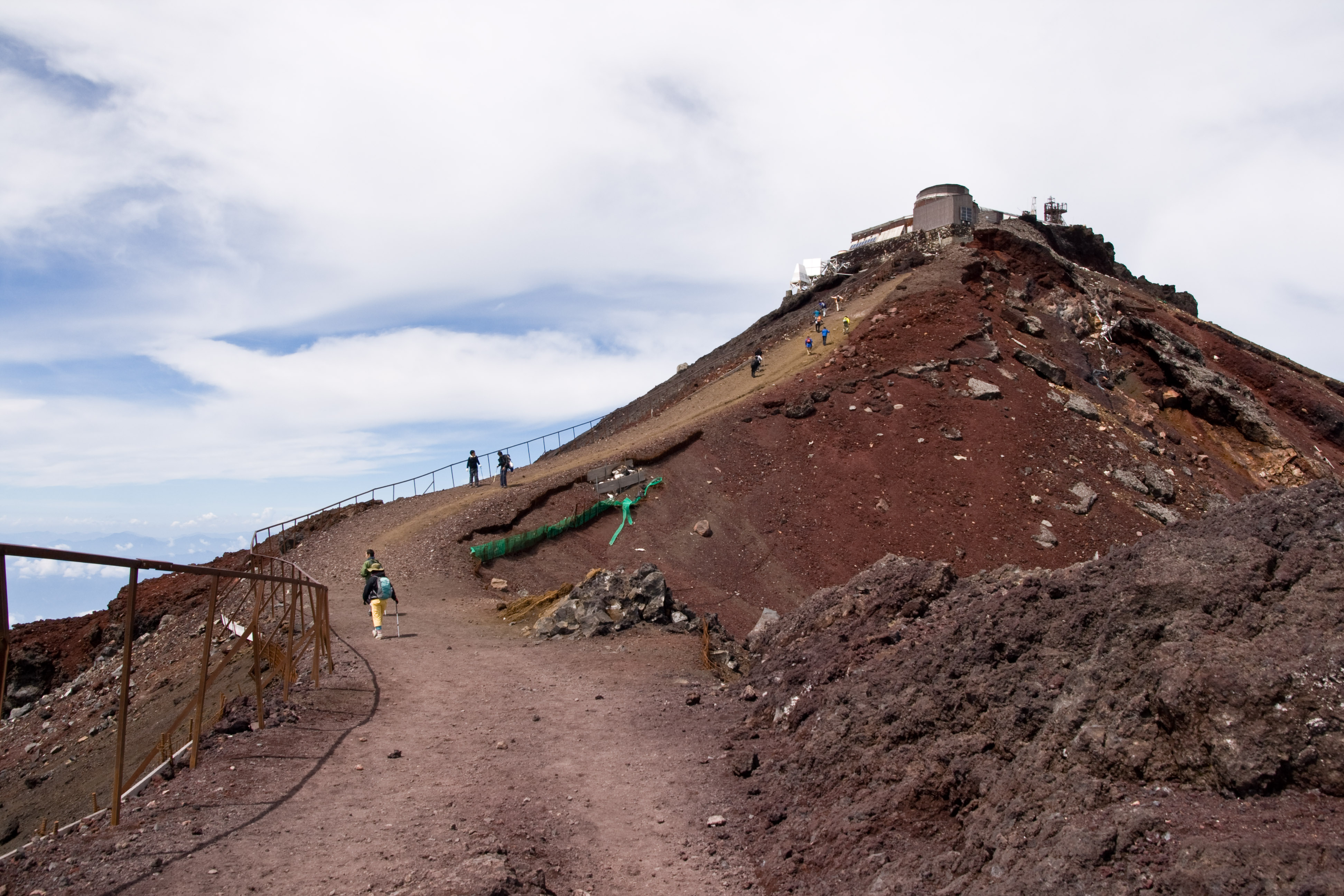
富士山最高峰剣ヶ峰

現在、一般観光用として使用されている登山道には静岡県側の「富士宮ルート」「須走ルート」「御殿場ルート」、山梨県側の「吉田ルート」の4ルートと、バリエーションの「プリンスルート」がある。登山者の約六割は吉田ルートを使用する。いずれのルートも、登山の知識と経験、装備が欠かせない。
各ルートの登山口（自動車道の終点）は「五合目」又は「新五合目」と呼ばれ、その標高はルートによって大きく異なる。五合目の標高が一番高いのは富士宮ルートで、新五合目の標高が一番低いのは御殿場ルートである。静かな雰囲気を楽しめる須走ルート。小屋の数が多く、登山者の数も多い吉田ルートと、それぞれ特徴がある。富士宮ルートの五合目は標高2,380mだが、御殿場ルートの新五合目は標高1,440mである。各登山口や主要駐車場では、環境・安全対策の財源となる原則1,000円の「富士山保全協力金」を支払う。
富士山の五合目周辺から山頂にかけてはほとんど樹林帯がなく、火山礫の登山道をひたすら登ることになる。最短の場合、標高差1300m程で山頂に達することができる。
山頂を一周する「お鉢巡り」もよく周られているが、外周の一部は昭和後期以降通行不可能となっている。また、五合目付近を周る「御中道」は、半分が廃道となっており一周することはできない。宝永山付近を散策する「宝永山遊歩道」も一般的によく登られている。
麓からの徒歩でのルートとしては、吉田ルートに繋がる「吉田口登山道」と「精進口登山道」、御殿場ルートに繋がる「御殿場口登山道」と「須山口登山歩道・下山歩道」がよく整備されているほか、下記一覧以外に富士宮ルートに繋がる「村山口登山道」、須走ルートに繋がる「須走口登山道」（「富士箱根トレイル」の一部）も再整備されている。
登山上級者が使用するバリエーションルートは、「主杖流し」「長田尾根」「屏風尾根」「七太郎尾根」「大沢崩れ左岸・右岸」「仏石流し」「小御岳流し」「吉田大沢」など複数存在するが、落石や滑落などもあり大変危険である。また、麓からの徒歩でのルートも、昭和の半ばごろまであった「人穴口登山道」「上井出口登山道」「新大宮口登山道・懸巣畑（カケスバタ）口登山道」「山中口登山道」「船津口登山道（河口口登山道」などは五合目までの自動車道の開通により、いずれも未整備の廃道となっている。一部は林道や自衛隊演習場内となっているので、上級者であっても登山は困難・あるいは不可能である。
| 配色 | 色名 | ルート名       | 県            | 登り (km) | 下り (km) | 五合目（新五合目） の標高 | 山小屋・売店の数         | 標準所要時間                                                          | 車でのアクセス       |
| ---- | ---- | -------------- | ------------- | --------- | --------- | ------------------------- | ------------------------ | --------------------------------------------------------------------- | -------------------- |
|      | 青   | 富士宮ルート   | 静岡県        | 5.0       | 5.0       | 2,380m                    | 9（五合目1・頂上1含む）  | 登り5時間10分・下り3時間30分                                          | 県道152号・県道180号 |
|      | 黄   | 吉田ルート     | 山梨県        | 7.5       | 7.6       | 2,305m                    | 23（五合目5・頂上4含む） | 登り5時間55分・下り3時間10分                                          | 富士スバルライン     |
|      | 赤   | 須走ルート     | 静岡県        | 7.8       | 6.2       | 1,970m                    | 14（五合目2・頂上4含む） | 登り6時間55分・下り3時間                                              | 県道150号            |
|      | 緑   | 御殿場ルート   | 静岡県        | 11.0      | 8.5       | 1,440m                    | 5（新五合目2含む）       | 登り8時間20分・下り3時間30分                                          | 県道152号            |
|      |      | プリンスルート | 静岡県        | 6.4       |           | 2,380m                    | 6（五合目1含む）         | 富士宮口五合目 〜 宝永第一火口 〜 山頂 登り6時間・下り2時間55分       | 県道152号・県道180号 |
|      | 黄   | 吉田口登山道   | 山梨県        |           |           | 2,220m (馬返しは1430m)    | 3（馬返し〜六合目）      | 馬返し 〜 吉田口六合目 登り3時間40分・下り2時間10分                   |                      |
|      |      | 精進口登山道   | 山梨県        |           |           | 2,305m                    | 0                        | 精進湖民宿村 〜 富士スバルライン五合目 登り7時間25分・下り5時間45分   |                      |
|      |      | 御殿場口登山道 | 静岡県        |           |           | 1,440m                    | 1                        | 中央青少年交流の家 〜 御殿場口新五合目 登り3時間5分・下り2時間20分    |                      |
|      |      | 須山口登山歩道 | 静岡県        |           |           |                           | 1                        | 水ヶ塚公園 → 御殿場口六合目 登り5時間30分                             |                      |
|      |      | 須山口下山歩道 | 静岡県        |           |           |                           | 1                        | 御殿場口旧二合八勺 → 水ヶ塚公園 下り2時間20分                         |                      |
|      |      | お鉢巡り       | 山梨県 静岡県 |           |           |                           | 5                        | 山頂一周 時計回り1時間35分・反時計回り1時間35分                       |                      |
|      |      | 御中道         | 山梨県        |           |           | 2,305m                    | 0                        | 奥庭バス停 〜 大沢崩れ 登り1時間50分・下り1時間45分                   |                      |
|      |      | 宝永山遊歩道   | 静岡県        |           |           | 2,380m                    | 1（五合目1含む）         | 富士宮口五合目 〜 宝永第一火口 〜 宝永山 登り1時間55分・下り1時間20分 |                      |

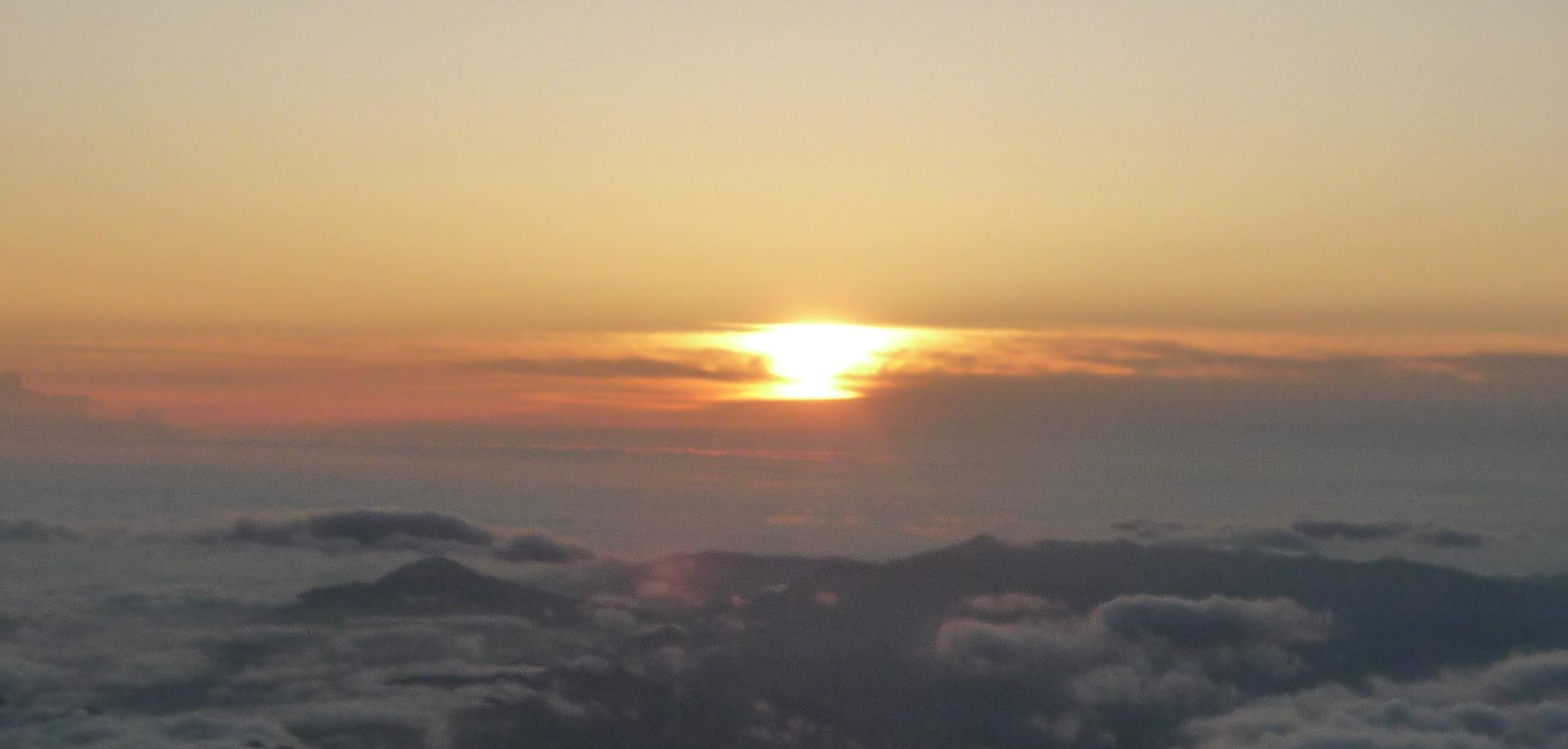
吉田口八合目よりご来光を望む

上記の所要時間は目安である。また、御来光前後やお盆時期などの混雑時は交通渋滞が起き、さらに時間がかかる。各登山ルートを登りきった場所（お鉢巡りルートとの合流点）を「頂上」又は「山頂」と呼んでいるが、これらは標高3,776mの富士山最高地点の剣ヶ峰とは異なる。

### 吉田ルート

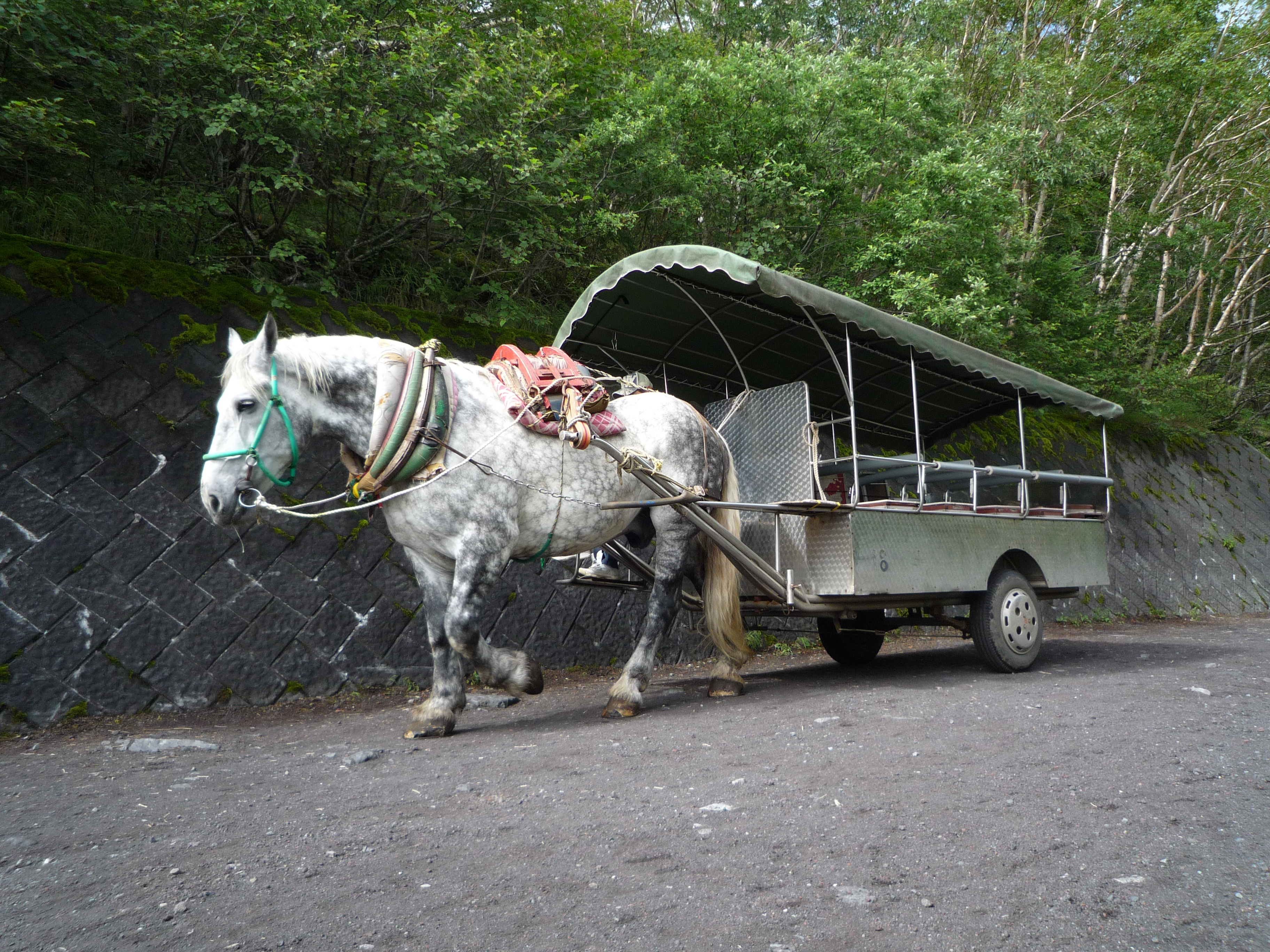
富士スバルライン五合目ではレジャー化が進み、馬を使った観光業も見られる

山梨県鳴沢村・富士吉田市の富士スバルライン五合目（船津口旧五合五勺・小御岳頂上、1964年（昭和39年）開通）を出発し、吉田口六合目（天地の境）を経由して、富士山北側から山頂を目指すルート。全登山者の六割以上がこのルートを利用する。登山口の標高は2,305m。吉田ルートは頂上への4コースの内で小屋の数が多く、登山者の数も多い。本八合目で須走ルートへ合流する。富士スバルライン五合目には富士小御嶽神社、八合目には富士山天拝宮・烏帽子岩神社、九合目には迎久須志神社、頂上には久須志神社がある。
登山道と下山道が大きく分かれている。下山道も本八合目で須走口下山道と分岐し、獅子岩付近より御中道を経由して吉田口六合目で登山道に合流する。富士スバルライン五合目から吉田口六合目へ至る道は、登山道と下山道の兼用である。もともとは後述する「船津口登山道」に該当（もっと厳密に言えばこの区間も御中道であり、吉田口五合目までは泉ヶ滝で分岐する）し、現在でも富士スバルライン五合目と吉田口五合目とは位置が異なる。よって、以前は吉田口登山道と区別するため「河口湖ルート」とも呼ばれていた。
麓からの徒歩道として吉田ルートに合流する登山道は、富士スバルライン五合目で合流する「精進口登山道」と、六合目で合流する「吉田口登山道」の2つがある。
利点
富士山有料道路（富士スバルライン）五合目の標高が富士宮口五合目に次いで高い。山小屋や救護所が多く、トラブルに見舞われても安心。登山道の開通が比較的早い。9月上旬まで営業している山小屋がある。五合目から七合目まで馬に乗って体力をセーブできる（このルートは廃止）。観光を主眼にした登山道で、初心者でも挑戦しやすい（最低限の知識と経験、装備は必要）。関東からのアクセスが良く、バスの本数も非常に多い。頂上まで登らなくても途中で御来光を拝むことができる。
難点
登山者が非常に多く、混雑する。駐車場や山小屋も混んでいる。早朝は八合目以上が渋滞しやすく、頂上で御来光を拝めないことがある。七合目付近から急な岩場になる。下山路に山小屋が一軒しかなく、ルートも登山路に比べて遠回りとなる。山頂の久須志神社から剣ヶ峰まで約50分かかる。下山時に八合目の下江戸屋分岐で誤って須走口に降りてしまうことがある。人工物が多く、自然を満喫できない。マイカー規制の無い時期の週末は、富士スバルラインが渋滞することがある。七合目までの登山道には馬糞が落ちている。
主なアクセス
- 富士山麓電気鉄道河口湖駅・富士山駅
  - 河口湖駅下車、登山バス（45分〜55分, 富士急バス）
  - 富士山駅下車、登山バス（55分〜65分, 富士急バス）

- 河口湖駅・富士山駅までのアクセス
  - 首都圏各地、羽田空港、名古屋、京都、大阪、清水、静岡、三島などから高速バス
  - JR大月駅・高尾駅・東京駅より富士急行線（大月より手前は中央本線との直通運転）

- 高速バス（五合目直通）
  - 新宿駅から2時間35分（京王バス・富士急バス・フジエクスプレス）
  - 桜木町駅・横浜駅から3時間1分（相鉄バス・フジエクスプレス）
  - センター北駅から3時間25分（東急トランセ・富士急湘南バス）

歴史
古来から北口や裏口とも呼ばれ、前述する「吉田口登山道」と江戸時代後期の富士講隆盛までは優勢であった「船津口登山道」との大きく2つのルートに由来する。なお、八合目で須走口に合流することから、そちらよりは新しいと考えられている。
「吉田口登山道」は、吉田（上吉田、標高850m）によって管理されていたルートであり、現在の吉田口六合目から頂上までの由来である。二合目には文武天皇3年（699年）に富士山最古の神社と称する小室浅間神社（現在の冨士御室浅間神社）が鎮座しており、里宮（現在の冨士御室浅間神社）が船津口に鎮座している。頂上までの登山がいつごろから行われるようになったかは不明だが、富士山本宮浅間大社に伝わる正治2年（1200年）の『末代証拠三ケ所立会証文』には「北口吉田」の記載があり、平安時代から遅くとも鎌倉時代には開かれていたと考えられている。『勝山記』によれば、明応9年（1500年）には関東の戦乱を避けるため吉田口ではなく須走口が使われた記録があり、天文7年（1538年）には上吉田の御師集落が炎上した記録がある。元亀元年（1570年）には上吉田に御師が計画的に住み登山客を呼び込むようになったといい、文禄元年（1592年）にはすでに御師が江戸まで出向き「檀廻り」を行っていた。延宝8年（1680年）の『八葉九尊図』では下浅間（現在の北口本宮富士浅間神社）から登るように描かれており、少なくとも宝永4年（1707年）の宝永大噴火を経て、江戸時代中期の富士講の流行を上吉田が早くから受け入れて発展すると、富士講の支持を得た上吉田の諏訪神社・浅間神社が登山口として信仰の中心となった。富士講による発展で天明元年（1781年）には河口を退けて頂上の薬師堂（現在の久須志神社）の権利も得、大宮7対吉田3の割合で岳役銭を取得できるようになるなど、頂上の利権争いにも加わるようになり、明治時代以降も吉田ルート優位の状態が続いている。富士スバルライン五合目までのバスルートの開通後も麓から徒歩で登山する人は一定数いたため、吉田口六合目までの徒歩道については山小屋などは閉鎖されたが廃道となることはなかった。そのため、北口本宮冨士浅間神社から吉田口六合目を経て頂上までの全域が「吉田口登山道」として世界文化遺産「富士山-信仰の対象と芸術の源泉」の一部に登録されている。現在でも富士山駅前の上吉田町内には御師の宿坊が2件残っており、登山道入口の金鳥居も残っている。
「船津口登山道」（河口口登山道・河口湖口登山道）は、河口（富士河口湖町、標高850m）によって管理されていたルートであり、現在の富士スバルライン五合目から吉田口六合目までの由来である。河口には噴火を鎮めるため貞観7年（865年）に河口浅間神社が鎮座しており、また天徳2年（958年）には対岸の勝山（富士河口湖町）に前述する小室浅間神社（現在の冨士御室浅間神社）の里宮が創建されている。また、五合目の小御岳頂上には承平7年（937年）には小御岳神社（現在の富士小御嶽神社）が鎮座している。頂上までの登山がいつごろから行われるようになったかは不明だが、平安時代から遅くとも室町時代には開かれていたと考えられている。元は白山岳頂上への直登ルートも持っていたが、元弘元年（1331年）の駿河地震で崩壊したとされ、小御岳・泉ヶ滝を経由し五合目（中宮）で吉田口に合流するルートが主となった。他に、小室浅間神社の里宮（勝山）から本宮（吉田口二合目）へのルートを利用し船津・吉田胎内を参拝して吉田口馬返しへ合流する登山客がいたり、また後には小御岳から御中道を経由して吉田口六合目（現在の富士スバルライン五合目から吉田ルート六合目）へ合流することもできた。このように、複数の個所で合流するようになったことから、山役銭（登山料）の取り合いで吉田とは論争になった。しかしながら、天文11年（1542年）の宿坊の記録では中宮を河口御師が管理しており、また吉田口二合目も小室浅間神社を中心とする勝山の土地であり（2019年現在も富士河口湖町の飛び地である）、さらに頂上の薬師堂の管理も河口御師である大石（富士河口湖町）の者が大宮（浅間大社）より任されていたため、当時は吉田よりも優勢であった。宝永4年（1707年）の宝永大噴火で他の登山口が30年以上不通となったため、河口はさらに発展するが、町民の間に富士講が流行すると、武士を主な支持層としていた河口は当初これを避けたため、吉田のほうが優勢となり、天明元年（1781年）までには薬師堂の権利を吉田に奪われ、さらに文化7年（1810年）の山役銭論争で吉田には完全に敗れ衰退した。その後も完全に寂れたわけではなく、後述する「精進口登山道」が開通すると四合目で合流したり、さらに船津から精進口三合目までバスが通るようになると、船津口三合目から精進口三合目までつながるバスルートと船津口四合目へつながる徒歩道の2つの道ができるが、富士スバルラインが開通すると船津からのバスも廃止され、徒歩で登山する人もいなくなり、実質的に廃道となった。
「本栖口登山道」（本栖湖口登山道）は本栖（富士河口湖町）が管理していた登山道であり、江戸時代に書かれた『駿河国新風土記』によると1570年代までは御師がいたとされるが、河口御師に合流して消滅した。そのため、ルートの詳細は不明である。
「人穴口登山道」は、人穴が管理していた登山道であり、人穴浅間神社から大宮・村山口あるいは精進口に繋がるルートであり、江戸時代から昭和初期まで登られていたが、当時から一般的ではなかった。現在は一部が林道となっているが、完全に忘れ去られている。
「精進口登山道」（精進湖口登山道・鳴沢口登山道）は、1923年（大正12年）に山梨県が開削した新しい登山道である。赤池から登り船津口四合目に合流する。現在も県により遊歩道として整備されているが、船津口が廃道となっているため、四合目から五合目も船津口ではなく精進口として扱われている。
2024年より、1人あたり2,000円の通行料を徴収する条例が制定・施行された。

### 富士宮ルート

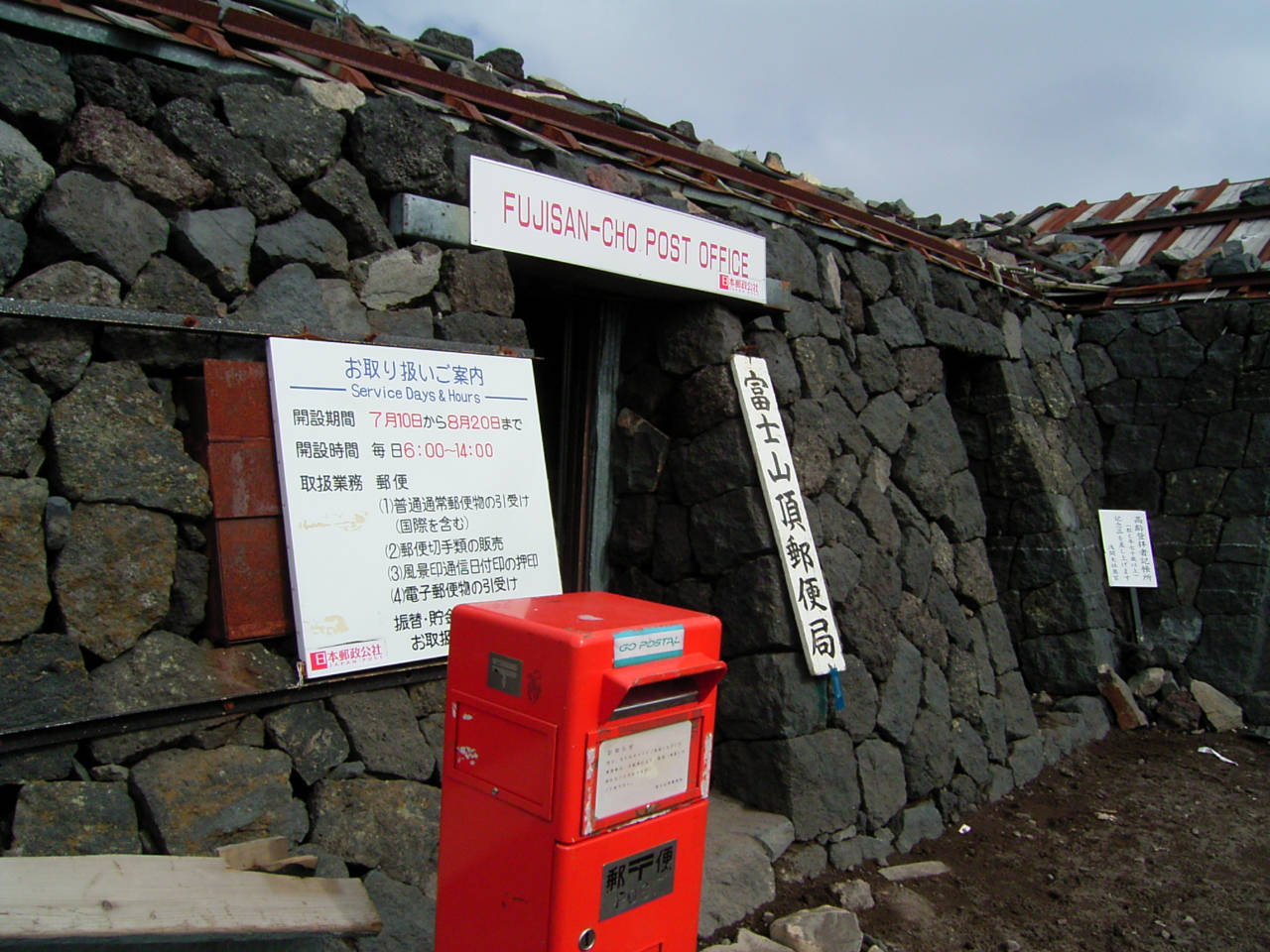
富士山頂郵便局
このポストに投函された郵便物には風景印が押される

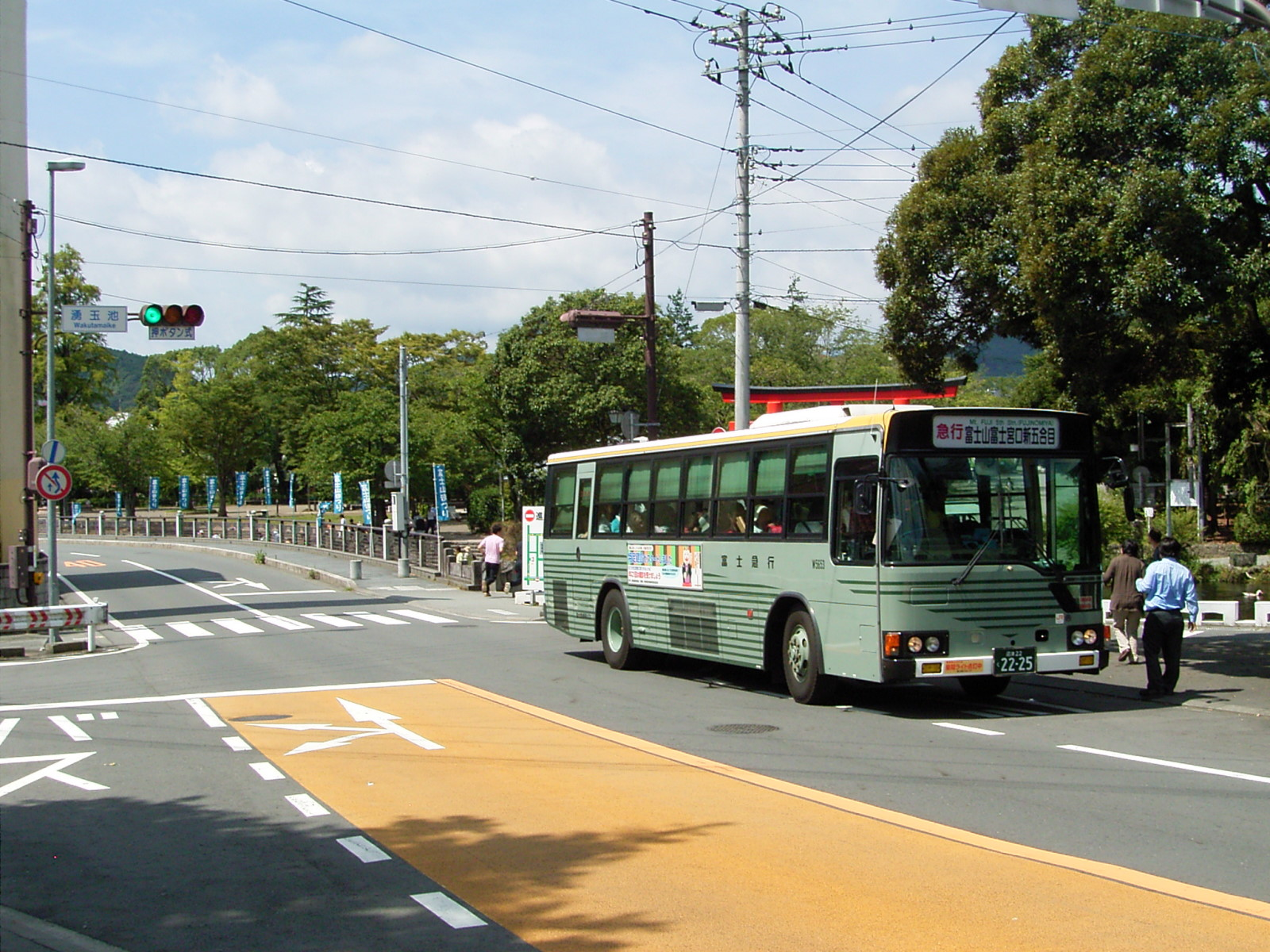
登山バス（富士山本宮浅間大社横にて）

静岡県富士宮市の富士宮口五合目（新大宮口旧三合五勺、富士山スカイライン・1969年（昭和44年）開通）を出発し、富士山南側から山頂を目指すルート。登山口の標高は2,380m。頂上への1コースの内、五合目の標高が一番高い。頂上には富士山本宮浅間大社奥宮がある。静岡県側では最も利用者が多い。
お鉢巡り上にある各ルートの「頂上」・「山頂」のうち富士宮口山頂が最高峰の剣ヶ峰に一番近い。五合目の富士山総合指導センター前に登り口がある。このあたりからは剣ヶ峰方向が望める。火山礫の幅広の道を登ると樹木がなくなり、なだらかな道をたどり2軒の山小屋が並んでいる六合目に着く。ここまでは観光客が多い。
麓からの徒歩道としての登山道は富士山スカイラインの開通後、長らく未整備であったが、古来の「村山口登山道」が一部の崩落個所を除きかつてとほぼ同じルートで2005年（平成17年）に復旧した。富士宮ルートとは六合目で合流する。
利点
登山口の標高が高いので、他のルートよりも早く山頂に着く。山小屋が多く、八合目には診療所（富士山衛生センター）もあり、トラブルに見舞われても安心。宝永山に立ち寄れる。浅間大社奥宮から剣ヶ峰まで20分で行ける。名古屋や関西からのアクセスが良い（最近は関東からも行きやすくなった）。
難点
登りと下りが同じ道で、登山者も多く、混雑しやすい。駐車場や山小屋も混んでいる。平均勾配が約29%と傾斜が厳しく、岩場が多い。樹林帯がなく、陽射しが強い。人工物が多く、自然を満喫できない。マイカー規制が行われやすい。バスの本数が吉田ルートに比べて少ない。残雪が多く、7月中旬まで登山道が開通しない年がある。発病や転倒事故が多い。
主なアクセス
- JR御殿場線
  - 御殿場駅下車、登山バスで水ヶ塚公園下車（御殿場口新五合目経由で55分）、シャトルバスで富士宮口五合目（登り40分。30分間隔で運行）

- JR身延線
  - 富士宮駅下車、高速バス（1時間10分, 富士急行)
  - 富士宮駅下車、登山バス（1時間20分 - 1時間40分, 富士急静岡バス。新富士、富士発のバスも経由するため本数が多い。）

- JR東海道本線
  - 富士駅下車、登山バス（2時間 - 2時間10分, 富士急静岡バス）
  - JR東海道新幹線
  - 新富士駅下車、登山バス（1時間55分 - 2時間15分, 富士急静岡バス）
  - 三島駅下車、登山バス（2時間5分, 富士急静岡バス)
  - 静岡駅下車、高速バス（2時間10分, 富士急行)

歴史
「大宮・村山口登山道」は畿内に近いため、富士登山道としては最も古いルートといわれるが、中世の記録は北口のほうが多い。表口や南口、三島口（頂上の三島岳に由来、あるいは三嶋大社・浅間神社から見た呼称）とも呼ばれ、大宮（標高150m）と村山（標高500m）の2つの集落により管理されていた。
大宮では、噴火を鎮めるため大同元年（806年）に浅間神社（現在の富士山本宮浅間大社）が山宮浅間神社から遷座している。頂上までの登山がいつごろから行われるようになったかは不明だが、富士山本宮浅間大社に伝わる正治2年（1200年）の『末代証拠三ケ所立会証文』には「南口大宮」の記載があり、久安5年（1149年）には末代により頂上に大日寺（現在の浅間大社奥宮）が建てられた記録がある。村山では12世紀後半の遺構が複数、頂上では承久2年（1220年）ごろの経巻が見つかっており、考古学的にも裏付けられていることから、平安時代から遅くとも鎌倉時代には開かれていたのは確実である。文保元年（1317年）ごろには末代の流れをくむ頼尊によって村山に富士山興法寺（現在の富士根本宮村山浅間神社）が建てられたともいわれ、村山修験の中心地として発展した。登山道は村山三坊によって管理され、大宮側は基本的に関わらなかった。御師はおらず、大宮では浅間大社の社人が、村山では修験者が宿坊を管理していた。
宝永4年（1707年）の宝永大噴火の被害で30年以上不通になると、村山修験者が京都まで行って富士垢離をするようになり、それで富士登山と同じ御利益があるとしたことや、もともと御師がおらず西国各地への「檀廻り」が行われなかったことから、登山客は減少した。それでも浅間大社を信仰する幕府の裁定で、頂上の利権争いにおいて大宮が内院散銭の一番拾いの六割を取得し、八合目より上を浅間大社の支配地と明確にされるなど、影響は強かった。ただし、大宮が直接管理できていたのは薬師堂（現在の久須志神社）のみで、村山口から大日堂（現在の浅間大社奥宮）は村山の管理下であったことから、大宮関係者ですら村山に山役銭（登山料）を払わねばならないため、須走口を使っていた。また、大宮から村山を経て登山しなければならないことから、江戸時代には何度か村山から直接の登山に誘導するよう試みられており、大宮が抗議して幕府に仲裁されるなど、大宮と村山の連携はとれておらず、関係は悪かった。
明治時代になると幕府からの縛りがなくなったことから、大宮は身延線の開通を見越して1906年（明治39年）に「新大宮口登山道」を開削し、村山ではなく山宮浅間神社を経由するようになる。1913年（大正2年）にはバスが懸巣畑（カケスバタ）まで開通し、山宮浅間神社を経由することはなくなった。その後もバス路線は伸び、現在の富士宮ルートになると徒歩で登山する人はいなくなり、五合目までは実質的に廃道となった。一方、村山口は明治初期の神仏分離での興法寺・村山三坊の解体および、この新大宮口開通により衰退していった。昭和になると登る人もほとんどいなくなり、富士山スカイラインの開通で実質的に廃道となり、近年再整備されるまでは放置されていた。そのため、「大宮・村山口登山道」として世界文化遺産に登録されているのは六合目（標高2,490m）から頂上までである。富士宮口五合目から六合目は新大宮口のものであるため含まれない。
富士宮口五合目へ合流する登山道としては上記の「村山口登山道」のほかに、上記の「新大宮口登山道」および旧バスルートの「懸巣畑口登山道」、それより西側には曽我八幡宮・白糸の滝付近から新大宮口あるいは大沢崩れ右岸ルートに接続する「上井出口登山道」（上井出青年団により昭和初期開通）や、人穴浅間神社から大宮・村山口あるいは精進口に接続する「人穴口登山道」（江戸時代開通）が存在したが、現在は再整備された「村山口登山道」を除き整備されておらず廃道扱いである。

### 須走ルート

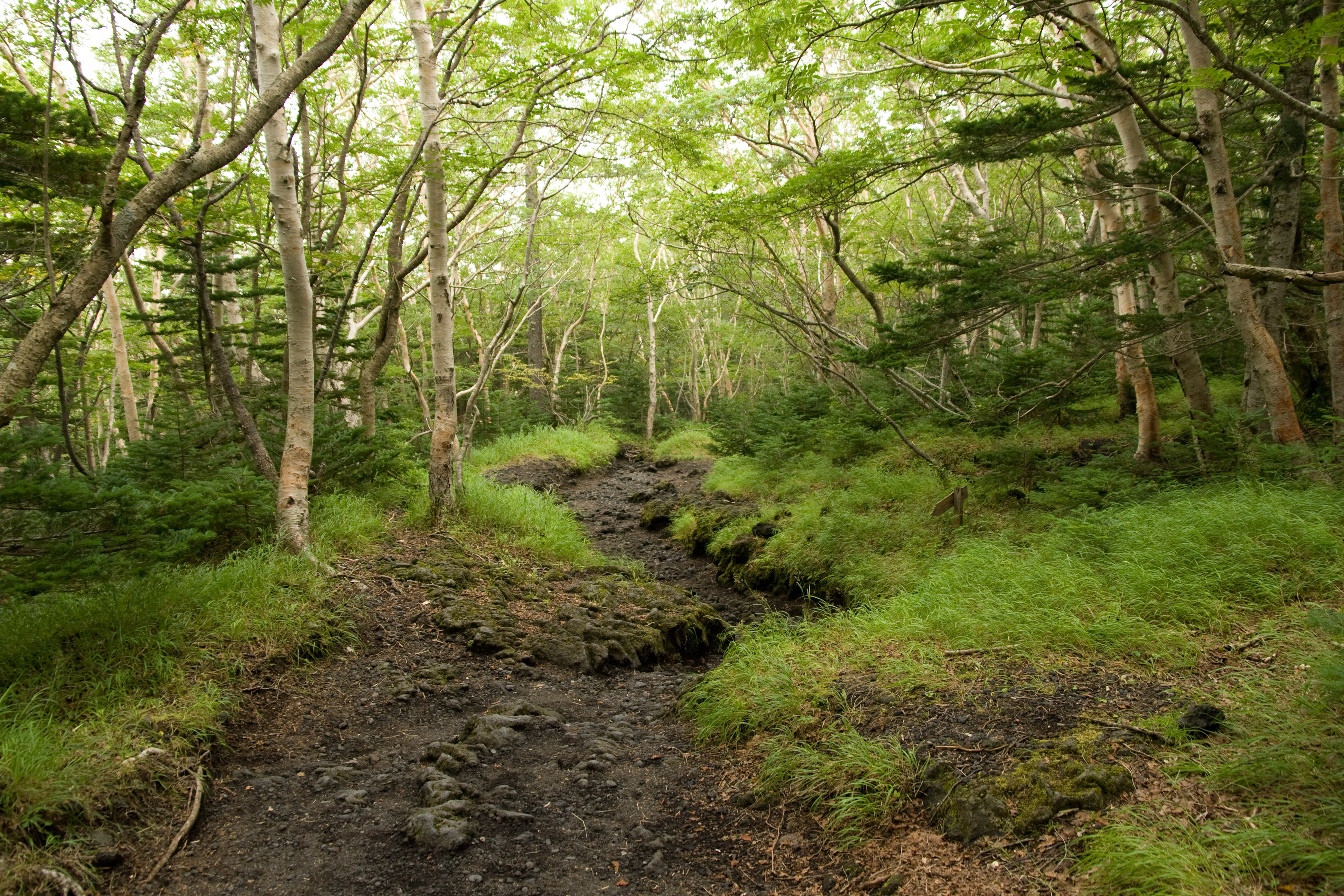
樹林に覆われた5合目付近の登山道

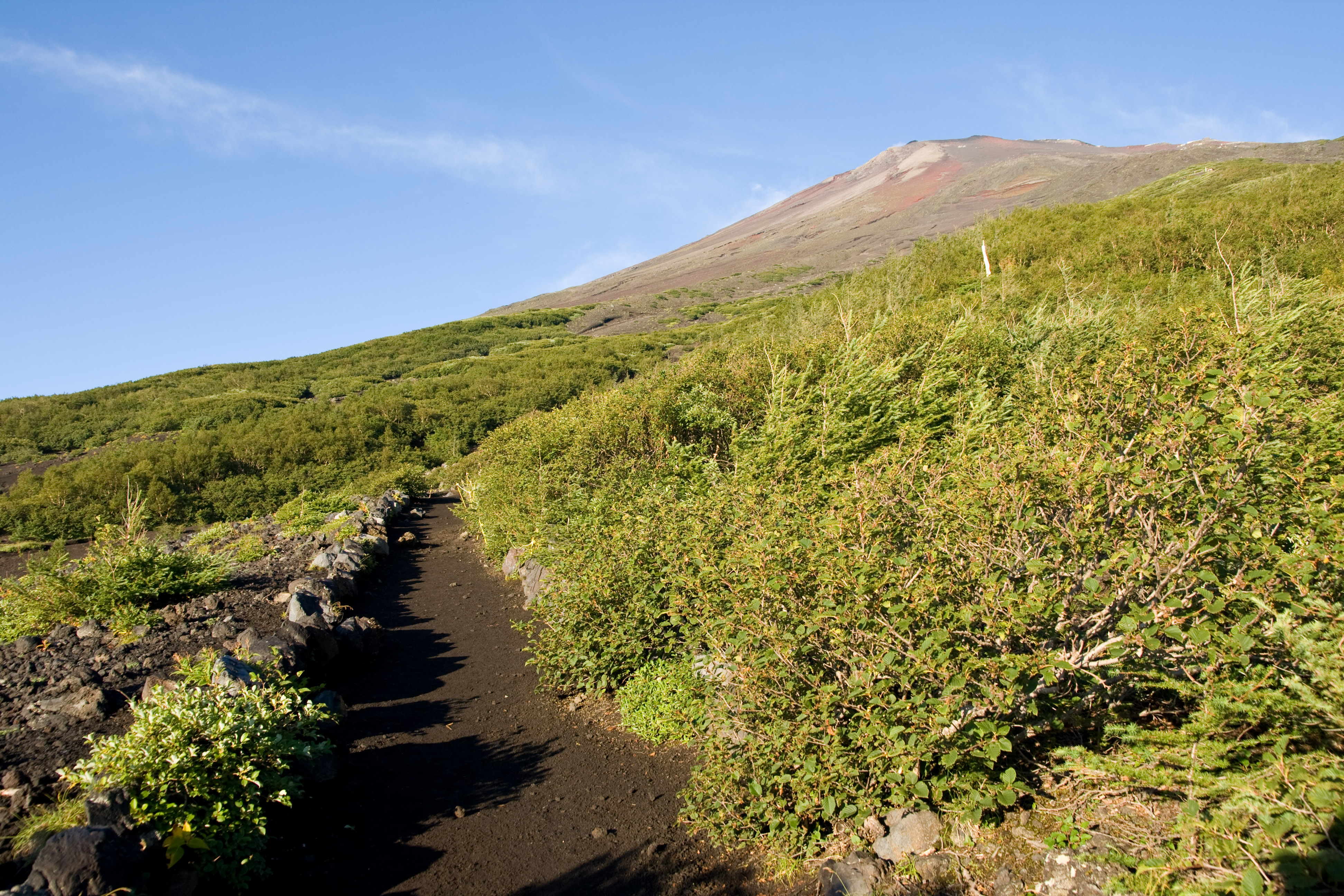
6合目の手前より山頂を仰ぐ

静岡県小山町の須走口五合目を出発し、富士山東側から山頂を目指すルート。登山口の標高は1,970m。本八合目で吉田ルートが合流する。五合目には古御岳神社、六合目には胎内神社、九合目には迎久須志神社、頂上には久須志神社がある。
麓からの徒歩としての登山道は長らく未整備であったが、2013年（平成25年）に「富士箱根トレイル」というトレッキングコースの一部として、「須走口登山道」の馬返しから須走口五合目からまでが再整備された。
利点
登山者が比較的少なく、本八合目まであまり混雑しない。山小屋もそこそこある。景色に変化があり退屈しない。下山道に砂走りがある。本六合目まで樹林帯で、陽射しが遮られる。樹林帯を抜けると、朝は御来光を、夕方は影富士を見られる。小富士（標高1,979m）に立ち寄れる。
難点
本八合目より上は早朝に渋滞しやすい。駐車場は小さく、混んでいる。マイカー規制が行われることもある。登山口の標高が吉田口や富士宮口に比べ数百メートル低い。山頂の久須志神社から剣ヶ峰まで約50分かかる。転倒事故が多い。樹林帯で夜間や濃霧時に迷いやすい。
主なアクセス
- JR御殿場線
  - 御殿場駅下車、登山バス（1時間, 富士急行バス）

- 小田急小田原線
  - 新松田駅下車、登山バス（1時間30分, 富士急湘南バス）

- 御殿場駅までのアクセス
  - 小田急新宿駅からJR御殿場駅までは、直通の特急ふじさんや、小田急ハイウェイバスの御殿場行きを使うと便利。
  - 小田急新松田駅から徒歩3分のJR松田駅で御殿場線に乗り換える方法もある。

歴史
「須走口登山道」は、東口や表口とも呼ばれ、須走（標高800m）が管理していた。須走には噴火を鎮めるため大同2年（807年）に冨士浅間神社（東口本宮冨士浅間神社）が鎮座している。頂上までの登山がいつごろから行われるようになったかは不明だが、平安時代から遅くとも鎌倉時代には開かれていたと考えられており、元中元年（1384年）の鏡が六合目で発見されていることから、室町時代には発展していたことがうかがえる。北口（吉田口・船津口）が八合目（現在の本八合目）で合流し、利用客も江戸に近い北口のほうが多かったが、宝永5年（1708年）の記録では八合目から頂上までの茶屋は2軒を除き須走の冨士浅間神社御師の管理下にあり、頂上の利権争いにも参加していたため、北口よりも歴史が古いと考えられている。また、現在まで大きな変更が最も少ないルートでもある。砂走りがあり下りやすいため、北口から登って須走口から下り、各地を観光して江戸に帰る客が多く、またその逆も好まれたことから、遭難者対応など他の登山口との連携も行われていた。江戸時代中期以降には富士講に属さない個人登山客も多かったことから、必ず案内人の御師をつけて遭難を防止することも行っていた。宝永大噴火での被害時も、幕府の支援を受けて30年ほどの短期間で復活している。昭和になると五合目までのバスの開通で徒歩での登山が廃れたため、五合目から頂上までが「須走口登山道」として世界文化遺産に登録されている。
「山中口登山道」（山中湖口登山道、昭和初期開通）は、山中浅間神社付近から御中道を経由して五合目に合流するルートであり、山中によって昭和初期に開通したが、ルートの大半が旧日本陸軍（のちに在日米軍、陸上自衛隊）の北富士演習場となったため廃道となっている。

### 御殿場ルート
静岡県御殿場市の御殿場口新五合目（旧二合目）を出発し、富士山南東側から山頂を目指すルート。登山口の標高は1,440m。御殿場ルートの新五合目の標高は頂上への4コース内で一番低い。登路よりも、長大な砂走りの下りコースに人気がある。頂上には銀明水（湧き水）がある。標高差・距離・歩行時間の長いルートで、健脚向けとされる。富士登山駅伝のコースである。
麓からの徒歩道としての登山道は長らく未整備であったが、1997年（平成9年）に「須山口登山歩道」、1999年（平成11年）に「須山口下山歩道」が旧来とは別ルートで新たに整備された。須山御胎内からは少し離れてしまっているが、水ヶ塚や弁当場を通るため宝永大噴火前のルートには近いとされる。「御殿場口登山道」も徒歩で登山可能である。
利点
登山者が非常に少なく、静かな登山を楽しめる。駐車場も山小屋も空いている。駐車場が無料で、マイカー規制も行われない。人工物が少なく、自然を満喫できる。登山道の傾斜が比較的緩やかである。登山道の上部からは、朝は御来光、夕方は影富士を見られる。下山路に大砂走りがある。宝永山や二子山に立ち寄れる。関東からのアクセスが良い。プリンスルートを使えば、富士宮ルートの標高の高さと、御殿場ルートの静けさを良いところどりできる。(詳しくは皇太子の富士登山の項目を参照)
難点
登山者が非常に少なく、心細い。体力が不可欠。行動時間が長い。山小屋が少ない。特に大石茶屋（標高1,520m）と新六合目の半蔵坊(標高2,590m）の間には山小屋やトイレ、救護所がない。夜間や濃霧時に道に迷いやすい。道迷いや疲労による遭難が多い。樹林帯がなく陽射しが強い。景色の変化が乏しい。登山靴を消耗しやすい。バスの本数が少ない。
主なアクセス
- JR御殿場線
  - 御殿場駅下車、登山バス（40分, 富士急行バス）

- 御殿場駅までのアクセス
  - 小田急新宿駅からJR御殿場駅までは、直通の特急ふじさんや、小田急ハイウェイバスの御殿場行きを使うと便利。
  - 小田急新松田駅から徒歩3分のJR松田駅で御殿場線に乗り換える方法もある。

歴史
「須山口登山道」は、南口や東口、表口、銚子口（頂上の銚子窪に由来）とも呼ばれ、須山（標高600m）が管理していた。伝承では大同3年（808年）に空海が開いたといわれ、また麓の浅間神社（現在の南口下宮須山浅間神社）は神代（景行天皇40年）鎮座といわれている。頂上までの登山がいつごろから行われるようになったかは不明だが、少なくとも富士山本宮浅間大社に伝わる正治2年（1200年）の『末代証拠三ケ所立会証文』には「東口珠山」の記載が、文明18年（1486年）の道興の『廻国雑記』には「すはま口」の記載があり、大永4年（1524年）には須山浅間神社の存在が確認されていることから、平安時代から遅くとも鎌倉時代までには開かれていたと考えられている。江戸時代初期には駿河側では最も利用者が多かったが、須山は林業や農業も盛んで、他の登山口とは異なり須山浅間神社御師の登山産業収入は年収の半分程度であり、依存度は低かった。宝永4年（1707年）の宝永大噴火にて壊滅的な打撃を受け一度廃れるも、御師の幕府への陳情により安永9年（1780年）に別ルートで復活した。天明2年（1782年）には大宮より頂上の銚子窪に鳥居を立てる許可を得て、天保7年（1836年）には銚子窪の銀明水を売る権利を得た。須走と近いため、登山客を巡る争いがたびたびあった。後述する御殿場口登山道ができると須山口旧二合八勺（標高2,050m、六合目と五合五勺の間）までの旧来ルートは衰退し、さらに一部が1912年（明治45年）に旧日本陸軍（のちに在日米軍、陸上自衛隊）の東富士演習場となったため廃道となった。そのため、須山口登山道として世界文化遺産に登録されているのは旧二合八勺から頂上の間および、須山御胎内周辺（標高1,435〜1,690m）だけである。新五合目（旧二合目）から旧二合八勺は御殿場口のものであるため含まれない。
「御殿場口登山道」は、東海道線（現在の御殿場線）の建設が決まったことから、登山客の利便を図るため1883年（明治16年）に開通した。当初は西田中八幡宮を起点とし、末社として東表口下宮浅間神社が建てられたが、1889年（明治22年）に御殿場駅が開業するとそちらに近い新橋浅間神社を起点と変更された。須山口には旧二合八勺で合流する。

### ルートごとの登山者数
環境省と市の集計による7月1日 - 8月31日（ただし2015年は9月14日まで、2016年は9月10日まで）の入山者数の推移は以下の通り。赤外線カウンターによる登山者数調査であり、赤外線カウンターは登山者と下山者を識別しており、この数値は登山者数（入山者数）の数。括弧内はルートごとの8合目でのシェア。環境省は8合目に、市は5〜6合目に赤外線カウンターを設置している。
| 年   | 吉田口  | 吉田口        | 富士宮口     | 須走口       | 御殿場口 | 御殿場口    | 合計    |
| 年   | 6合目   | 8合目         | 8合目        | 8合目        | 新5合目  | 8合目       | 8合目   |
| ---- | ------- | ------------- | ------------ | ------------ | -------- | ----------- | ------- |
| 2005 | 141,472 | 108,247 (54%) | 57,962 (29%) | 25,416 (13%) | 3,450    | 8,667 (4%)  | 200,292 |
| 2006 | 167,368 | 119,631 (54%) | 61,611 (28%) | 30,536 (14%) | 3,608    | 9,232 (4%)  | 221,010 |
| 2007 | 194,007 | 132,980 (57%) | 54,011 (23%) | 33,394 (14%) | 3,613    | 11,157 (5%) | 231,542 |
| 2008 | 247,066 | 172,369 (56%) | 64,034 (21%) | 52,323 (17%) | 4,078    | 16,624 (5%) | 305,350 |
| 2009 | 241,436 | 169,217 (58%) | 67,590 (23%) | 43,861 (15%) | 6,870    | 11,390 (4%) | 292,058 |
| 2010 | 259,658 | 184,320 (57%) | 78,614 (24%) | 48,196 (15%) | 8,754    | 9,845 (3%)  | 320,975 |
| 2011 | 228,775 | 165,038 (56%) | 72,441 (25%) | 40,179 (14%) | 8,078    | 15,758 (5%) | 293,416 |
| 2012 | 246,616 | 189,771 (60%) | 77,755 (24%) | 35,577 (11%) | 9,789    | 15,462 (5%) | 318,565 |
| 2013 | 232,682 | 179,720 (58%) | 76,784 (25%) | 36,508 (12%) |          | 17,709 (6%) | 310,721 |
| 2014 | 208,328 | 141,996 (58%) | 57,054 (23%) | 29,109 (12%) |          | 15,503 (6%) | 243,662 |
| 2015 |         | 136,857 (58%) | 57,912 (25%) | 24,005 (10%) |          | 15,713 (6%) | 234,217 |
| 2016 |         | 151,969 (61%) | 59,799 (24%) | 20,996 (8%)  |          | 15,697 (6%) | 248,416 |

## 山小屋

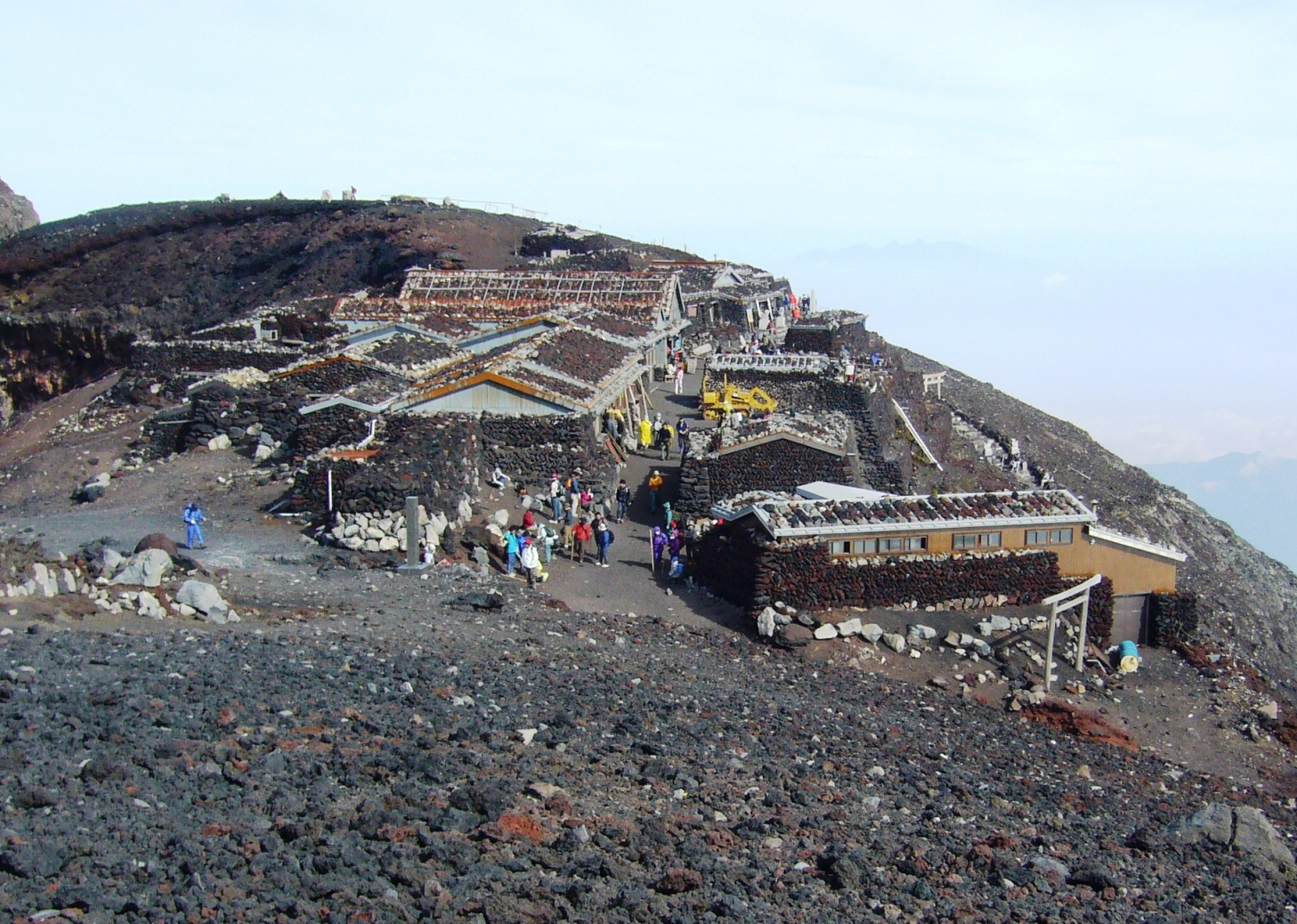
吉田ルート・須走ルート上の山小屋群

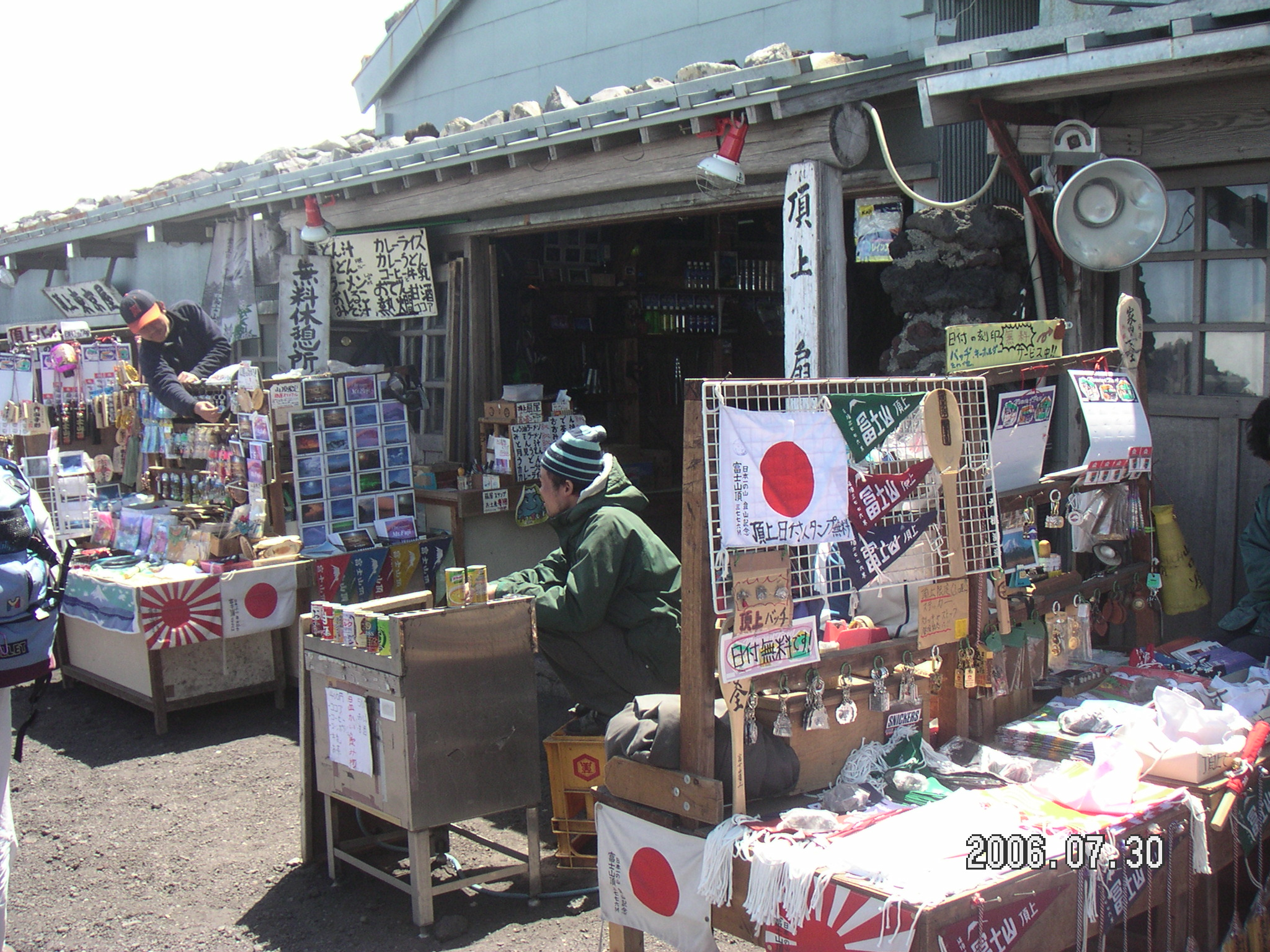
吉田ルート山頂の様子

ほとんどの山小屋は簡易宿泊所の性質が強く、必要最低限の機能しか備えていない。ゆえに過剰な期待は禁物である。

### 営業時期
山梨県側（吉田ルート）の山小屋は、一般的には夏山期間（7月1日 - 9月上旬）のみ営業するが、10月上旬までの営業や、通年営業も少数ある。一方、静岡県側（富士宮ルート・須走ルート・御殿場ルート）の山小屋は、夏山期間終了の1 - 2週間前に営業を終了することがある。
- 吉田ルート - 富士山吉田口旅館組合
- 富士宮ルート - 富士山表富士宮口登山組合
- 須走ルート - 静岡県小山町の山小屋案内
- 御殿場ルート - 御殿場市観光協会の富士山情報

### 設備
一般的には宿泊者向けの就寝スペースと食事スペース、トイレ程度である。宿泊者以外が利用できる食堂や売店、土産物屋を備えた山小屋もある。風呂やシャワー、洗面所はない。

### 営業時間
小屋ごとに営業時間は異なる。24時間営業の山小屋もあるが、大半は夜から翌日早朝までは閉まる。

### 宿泊

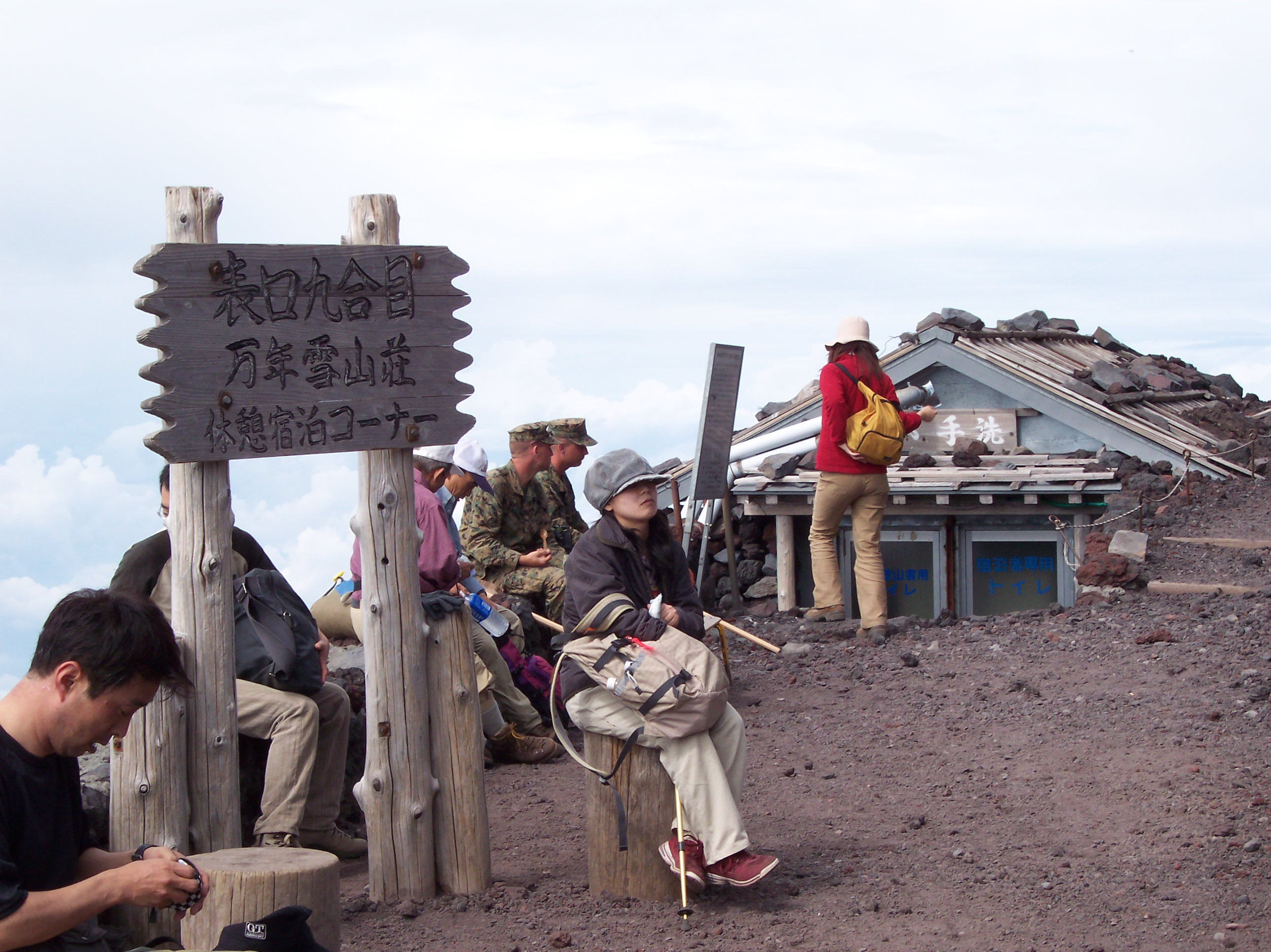
九合目表口（静岡県側）の標示と公衆トイレ

予約制
山小屋は宿泊の予約を受け付けている。コロナ禍以降は山小屋の定員を超えた宿泊を受け付けなくなった。
宿泊料金
宿泊料金は素泊まりで一泊7,000円-9,500円、2食付で9,000円-13,000円程度である。なお、土日や休前日は1,000円-2,500円程度料金が上乗せされることがある。料金の支払いは現金が推奨され、クレジットカード、その他カードを使用できる山小屋は限定的である。
寝室
基本的には男女相部屋の大部屋である。個室を備えた山小屋もわずかにある。
食事
一般的に簡素で、夕食はレトルトのカレー、朝食は炊き込みご飯やおにぎりの弁当や麺類などである。一方、おかわりができる山小屋や、レトルトではない食事の出る山小屋もある。

### トイレ
以前はほとんど垂れ流しで、山の斜面に垂れ流された排出物が、富士山の自然遺産としての世界遺産不推薦の原因の一つとなっていた。静岡県側を中心に、県や地元NPOにより早くからバイオトイレの試験的な導入が行われていた。前述の世界遺産登録への取り組みが本格化して以降は、山梨県側でも環境庁（後に環境省）の指導で導入が進められた。現在では全ての山小屋のトイレが環境配慮型に切り替わった。
基本的に有料で、1回100円 - 300円（山頂は300円、それ以外は200円が中心）の利用料金を支払う必要がある。臭気の問題から、小屋から少し離れて建てられている。処理方式はトイレごとに異なるので、利用に際しては利用方法や注意事項を確認する必要がある。夏山期間以外は閉鎖される。

### その他

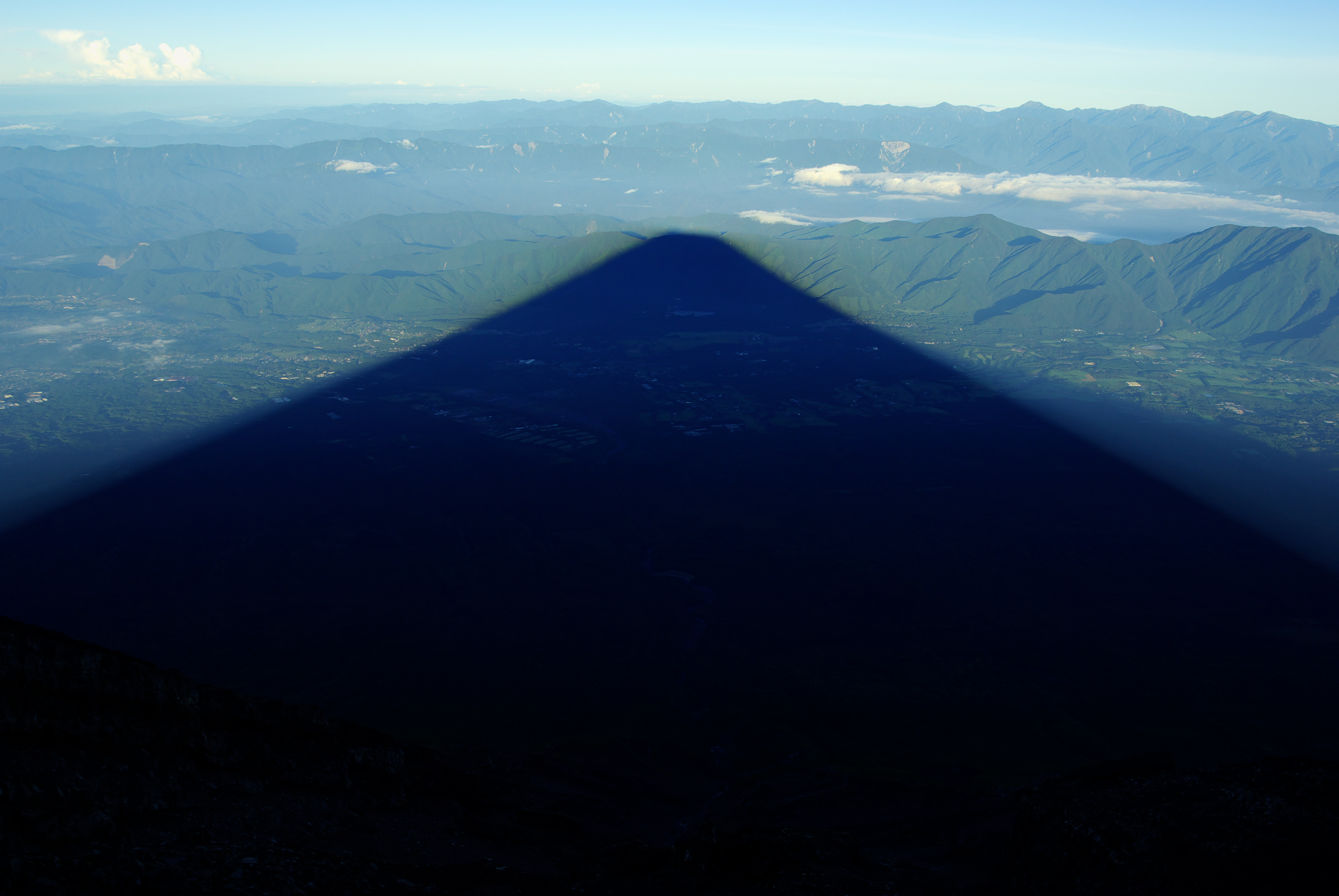
影富士

一部の山小屋は、宿泊者以外の登山者の、屋内での雨宿りや休憩を禁止している。こうした山小屋は非常時の避難所にはなりえない。しかし、有料又は無料で休憩できる山小屋もある。

## 危険性、遭難
富士山を安全に登るためには、他の山と同様、登山の知識と経験、装備が不可欠である。しかし知名度の高さや五合目までのアクセスの良さが災いし、初心者や装備を欠いた登山者が連日のように入山し、遭難している。遭難の主な原因は、疲労や体力不足、装備不備、悪天候、高山病、持病の悪化、過密スケジュールなどである。御殿場ルートでは疲労と道迷い、須走ルートでは転倒、富士宮ルートでは転倒と発病が多い。静岡県側の3ルート（御殿場ルート、須走ルート、富士宮ルート）では、平成15年から24年までに390名が遭難し、33名が死亡、150名が重軽傷を負っている。山梨県側の吉田ルートも似たような状況である。
低体温症
標高が高く風も強い富士山では、夏でも夜間、特に夜明け前後は氷点下になり、低体温症になる危険が高まる。気温は100メートル登るごとに0.4度から0.6度低下し、体感気温は風速が1m強まるごとに1.0度低下し、独立峰で高山である富士山の山頂には他の山とは比べられないほどの強風が吹き付けるので、体感気温が極端に低い。
低体温症を予防するためには、悪天候時は行動しないか、化繊の肌着や防寒着を着込み、風を遮断するためにその上からセパレートタイプの雨具を着るのがよい。日中の汗ばむ時だけ雨具や防寒着を脱ぐ。
悪天候時は登山を見合わせる。山では予期せず雨に遭うことも頻発するので雨具は必携。
弾丸登山は、夜明け前後の一番気温が下がる時間帯に山頂付近に行き氷点下の寒風にさらされる愚かな行為なので、弾丸登山を行わない。
高山病
富士山では高山病が頻発する。登山経験豊富な人でも富士山では高山病になることがある。高度を増すと空気中の酸素分圧の低下により酸素摂取量が減少するため、血中酸素飽和度（SpO2）が低下し、高山病の症状が現れる。高山病の症状は、軽度の場合は頭痛に加えて食欲低下、脱力感、顔面青白などの症状があり、重症の場合には肺水腫や脳浮腫が発生して行動不能となり、死に至ることもある。気圧は、スバルライン五合目は海面の約77%、山頂は海面の約63%である。
高山病が発症したときの対処方法は、ある程度の時間にわたって酸素吸入量を増やす以外になく一般的には下山以外の選択肢はない。このため、症状が軽度である間に下山しなければならない。酸素吸入を行うと一時的に症状が改善されることもあるが、登山用品の酸素缶（5-10分程度)では再発しやすい。
七合目(2,600m)付近から高山病の症状を訴える者が増え、高度が上がるほどその率が高くなる。高山病を予防するためには、登山前には五合目付近で高所順化をし、登山中にはこまめに水分補給や休憩をとるように山梨県警察から注意喚起がなされている。
富士登山で宿泊をする場合には、低い標高の山小屋を選ぶ方が高山病にかかりにくい。これは、山頂に近い山小屋で宿泊するほど、酸素の少ない状態で長い時間を過ごすことになるためである。
天候急変
富士山では天候が急変しやすく、強風、濃霧、落雷に警戒が必要である。
強風
富士山は独立峰のため、強風が吹くことでも知られる。体が飛ばされそうなこともあれば、火山砂が飛んで、目を開けていられないこともある。強風時の場合、雨具を通しても雨粒が痛いほど叩きつけられる。
落雷
富士山では山腹で雷雲が発生し、頭上だけでなく側方や下方からも雷が襲う。雷発生が予想されたら、ただちに登山を中止して山小屋などへ避難する。登山前に雷発生の可能性を調べておき、登山中も指導センターや山小屋などで情報を収集する。なお、霧の発生時などに山麓で響く自衛隊演習の音を雷鳴と勘違いする人もいる。
落石
富士山では人為的落石と自然発生的落石の両方が頻発している。落石を起こさないために、登山道を外れて歩かないこと、浮石を踏まないことが大切である。暗いと足下が見えず落石を起こす人が多いので、夜間の登山はできるだけ避ける。高所からの落石は位置エネルギーを運動エネルギーに変換し、場合によっては連鎖反応のように複数の落石となったり巨大な落石の原因となる。
1980年の富士山大規模落石事故では、12人が死亡、29人が重軽傷を負い、吉田口の下山ルートが変更されるなどの影響があった。
弾丸登山(夜間登山)
弾丸登山は、さまざまなリスクを高めるので遭難の原因（根本原因）として問題視されている。山梨・静岡両県は弾丸登山の自粛を呼び掛けている。
火山活動
富士山は噴火警戒レベル1の活火山である。1707年の宝永大噴火を最後に噴火していないが、1960年代まで山頂火口付近で噴気があり、今でも火山性の地震や地殻変動が観測されている。将来の噴火が懸念されている。
「富士登山における安全確保のためのガイドライン」は登山者に対して、突発的な噴火に備えてヘルメットを持参するよう呼びかけている。
シーズンオフの登山
開山期間が終了すると登山道は通行止めとなり、冬山登山に対する準備を万全に行った者以外の登山は禁止されている。特に積雪期・残雪期の富士登山は極めて危険で、ベテラン登山家も命を落としかねない。例えば2009年12月、8000m峰二峰の登頂経験のある片山右京らが遭難、同伴者二名が死亡した。2013年12月には、エベレストを含む8000m三峰の登頂経験のある人物が遭難死した。
大量遭難事故も繰り返し起きており、1954年11月には15人が、1960年11月には11人が、1972年3月には24人が死亡した。

### 遭難者数
静岡県警および山梨県警による遭難者数の統計は以下の通り
2020 年は新型コロナウイルス拡大防止のため、夏山期間中は閉山
| 年     | 遭難者数 | 遭難者数 | うち死亡・行方不明者数 | うち死亡・行方不明者数 |
| 年     | 夏期     | 夏期以外 | 夏期                   | 夏期以外               |
| ------ | -------- | -------- | ---------------------- | ---------------------- |
| 2003年 | 31       | 15       | 0                      | 1                      |
| 2004年 | 22       | 15       | 0                      | 5                      |
| 2005年 | 15       | 15       | 3                      | 4                      |
| 2006年 | 15       | 15       | 1                      | 3                      |
| 2007年 | 23       | 17       | 0                      | 3                      |
| 2008年 | 43       | 13       | 5                      | 3                      |
| 2009年 | 44       | 13       | 6                      | 4                      |
| 2010年 | 49       | 17       | 4                      | 4                      |
| 2011年 | 39       | 22       | 2                      | 4                      |
| 2012年 | 42       | 34       | 1                      | 12                     |
| 2013年 | 84       | 37       | 2                      | 11                     |
| 2014年 | 61       | 19       | 4                      | 6                      |
| 2015年 | 53       | 22       | 0                      | 5                      |
| 2016年 | 69       | 42       | 2                      | 8                      |
| 2017年 | 54       | 29       | 0                      | 7                      |
| 2018年 | 78       | 17       | 6                      | 2                      |
| 2019年 | 56       | 11       | 4                      | 4                      |
| 2020年 | 0        | 5        | 0                      | 1                      |

## その他

### マイカー規制
環境保護および五合目駐車場の過剰混雑のため、登山シーズンはマイカー規制が富士スバルライン（吉田ルート）、ふじあざみライン（須走ルート）、富士山スカイライン（富士宮ルート）で行われている。この間は麓から五合目まで指定車両を除いて通行禁止となる。この規制は、概ね開山期間に合わせて実施される。
規制対象日（2024年）
- 富士スバルライン：7月10日 - 9月10日
- ふじあざみライン：7月10日 - 9月10日
- 富士山スカイライン：7月5日 - 9月10日

代替駐車場
- 富士スバルライン：富士山パーキング
- ふじあざみライン：すばしり多用途広場
- 富士山スカイライン：水ヶ塚公園

代替駐車場から五合目まではシャトルバスが運行されている。

### 御来光と影富士
御来光とは高山で拝む日の出のことである。阿弥陀如来等、仏陀の出現に日の出を例えた表現である。富士山では御来光を頂上で見ようという登山者が多く、日の出直前の頂上付近は渋滞で動かなくなることもある。山小屋の前や登山道の途中で御来光を迎える事もある。影富士とは富士山自身の影が日没前や日の出の直後に、太陽の反対側の雲海や地表に投影することである。富士山は独立峰であるため、東に開けた御殿場ルートでは曇天などでなければ、登山道のどこからでも御来光と影富士を見ることができる。山頂にも、日の出直後の影富士を見ることができる地点がある。

### 案内標識
山梨県側の登山道（吉田ルート）の呼び方が「吉田口」と「河口湖口」の2種類が混用されていたり、標識が統一されていなかったりして分かりにくかった。そのうえ不必要な場所に標識が乱立しており、必要な標識の認識の妨げとなっていた。また、外国語表記が少なく増加し続ける外国人登山者に不親切であった。そのため2009年の山開きに間に合うよう案内標識の統一が図られ、標識の乱立も改善された。その結果、山梨県側の登山道については「吉田口」（吉田ルート。ただし五合目は「富士スバルライン五合目」）の名称で統一され、標識の枚数も整理されて大きく減少した。この新標識は基本的に日本語・英語・中国語・韓国語の計4ヶ国語で表記されており、外国人にも分かりやすくなった。また、各登山道で標識の色も統一された。

### お鉢巡り

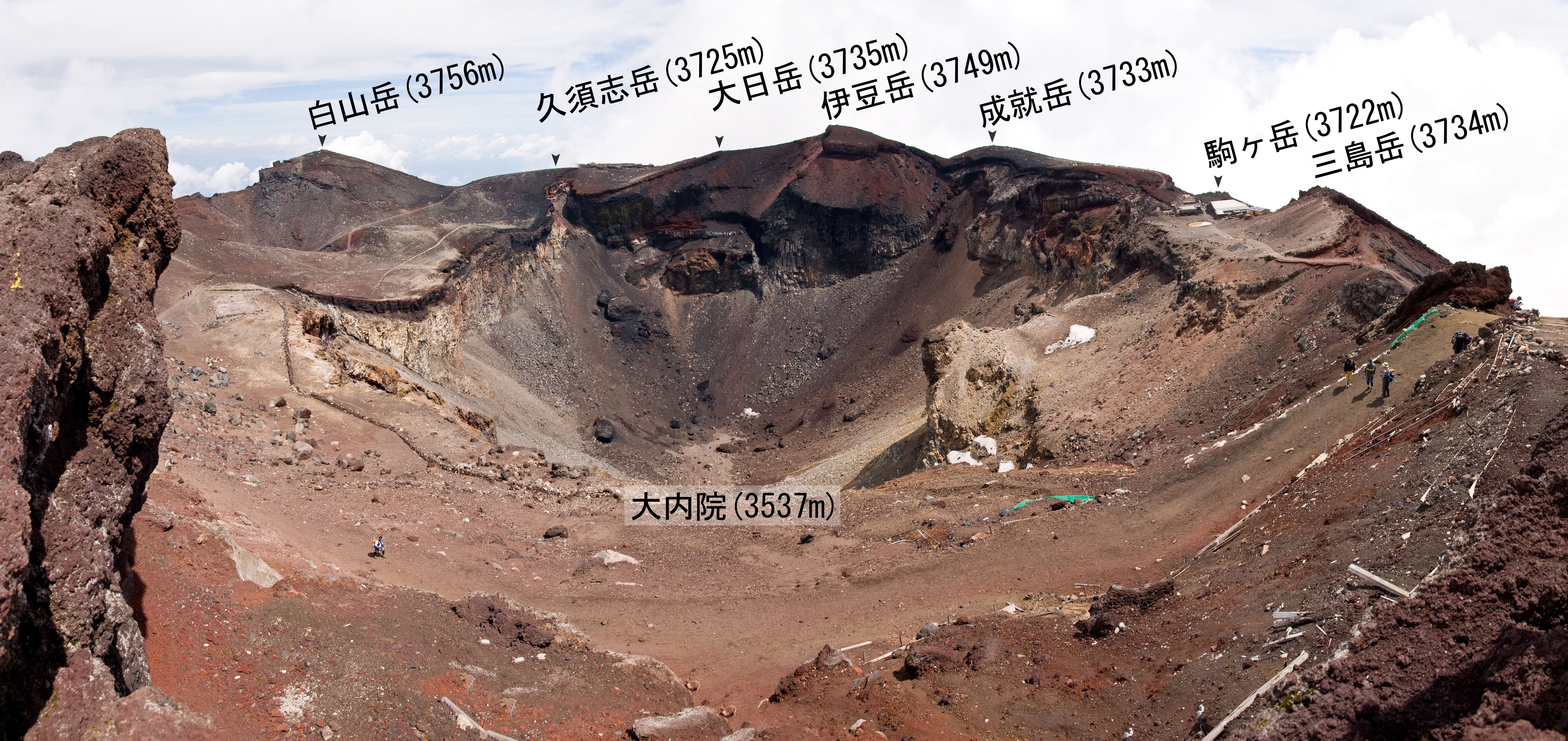
剣ヶ峰より見た富士山の八神峰（山頂の峰々）と大内院（火口）

お鉢巡りとは、富士山山頂の火口を一周することである。

### 郵便
富士山頂郵便局で投函された郵便物には基本的には風景印が押印される。窓口に出された郵便物だけでなく、局前のポストに投函された郵便物でも風景印が押印される。窓口では登山証明書も発行している。

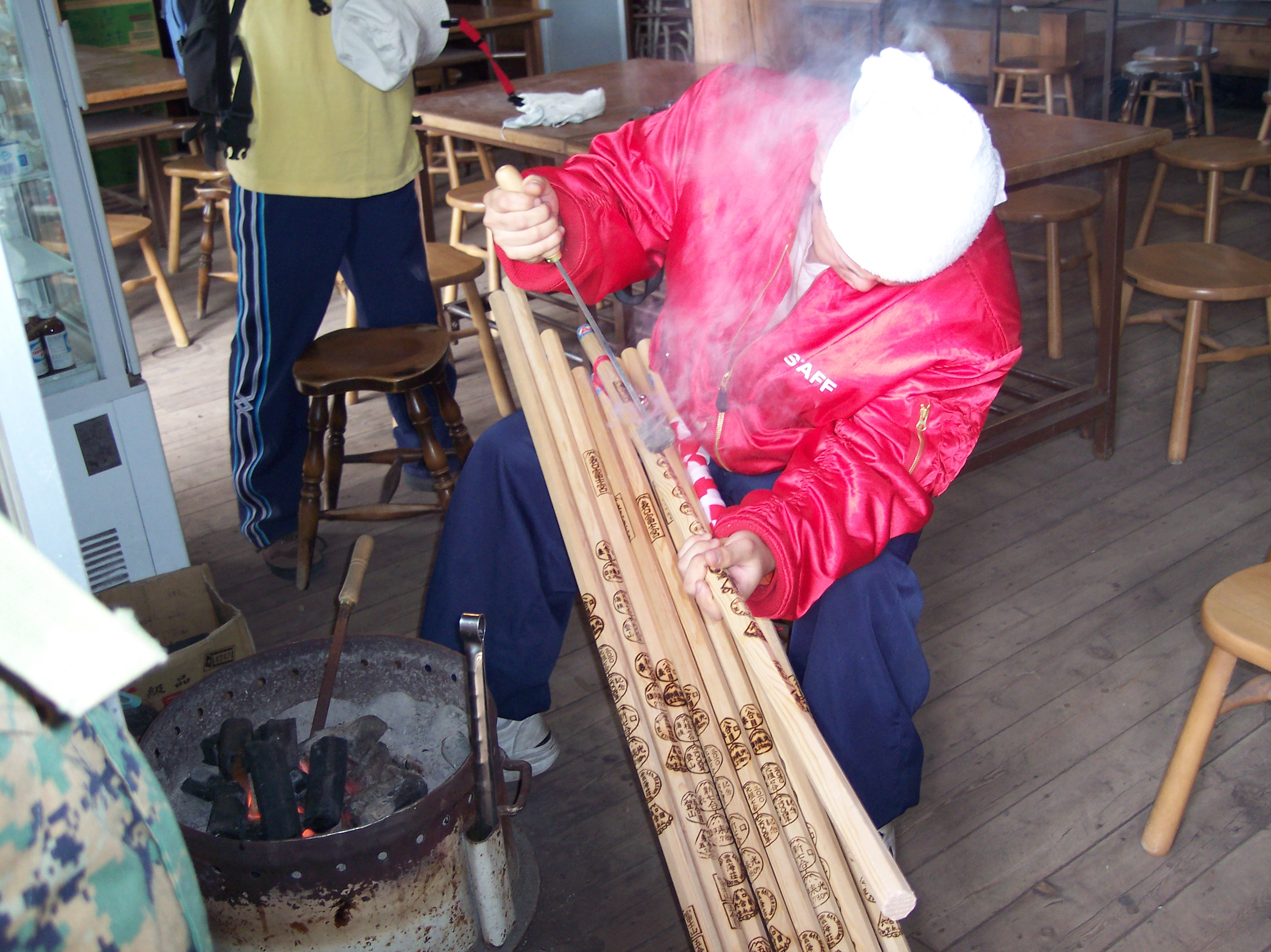
金剛杖に焼印を押す様子

### 金剛杖と焼印・刻印
近年は軽量な金属製のストックを使う登山者が増えているが、富士山では昔ながらの木製の金剛杖の使用も多い。この金剛杖には日章旗や旭日旗などをつけて販売されることも多いほか、各山小屋では記念の焼印を有料で行っている。このため、すべての小屋の焼印を集め、杖を焼印でいっぱいにした登山者も見かける。雨天時は焼印を行わない小屋もある。
山頂の富士山本宮浅間大社奥宮および久須志神社、富士宮口山麓の富士山本宮浅間大社本宮や、吉田口山麓の北口本宮冨士浅間神社、富士スバルライン五合目の富士小御嶽神社、須走口山麓の東口本宮冨士浅間神社など、富士登山にかかわる一部の神社では金剛杖への朱肉刻印を有料で行っている。これらの神社では御朱印をいただくこともできる。

### 携帯電話
登山シーズン中の7月上旬から8月下旬は山小屋に臨時の基地局が置かれるうえ、多くの場所では麓からの電波も受信できるため、NTTドコモ、au、ソフトバンクなどの携帯電話が利用可能である。全社とも LTE も対応している。そのため閉山中の電波は繋がりづらい。シーズン中でも、山頂の火口側など、山小屋からの電波も麓からの電波も届きにくい場所では、電波が極めて弱く、圏外になることがある。登山者が充電の設備を使用可能な山小屋は限られており、充電のためにはモバイルバッテリーの持ち込みが必要になる。

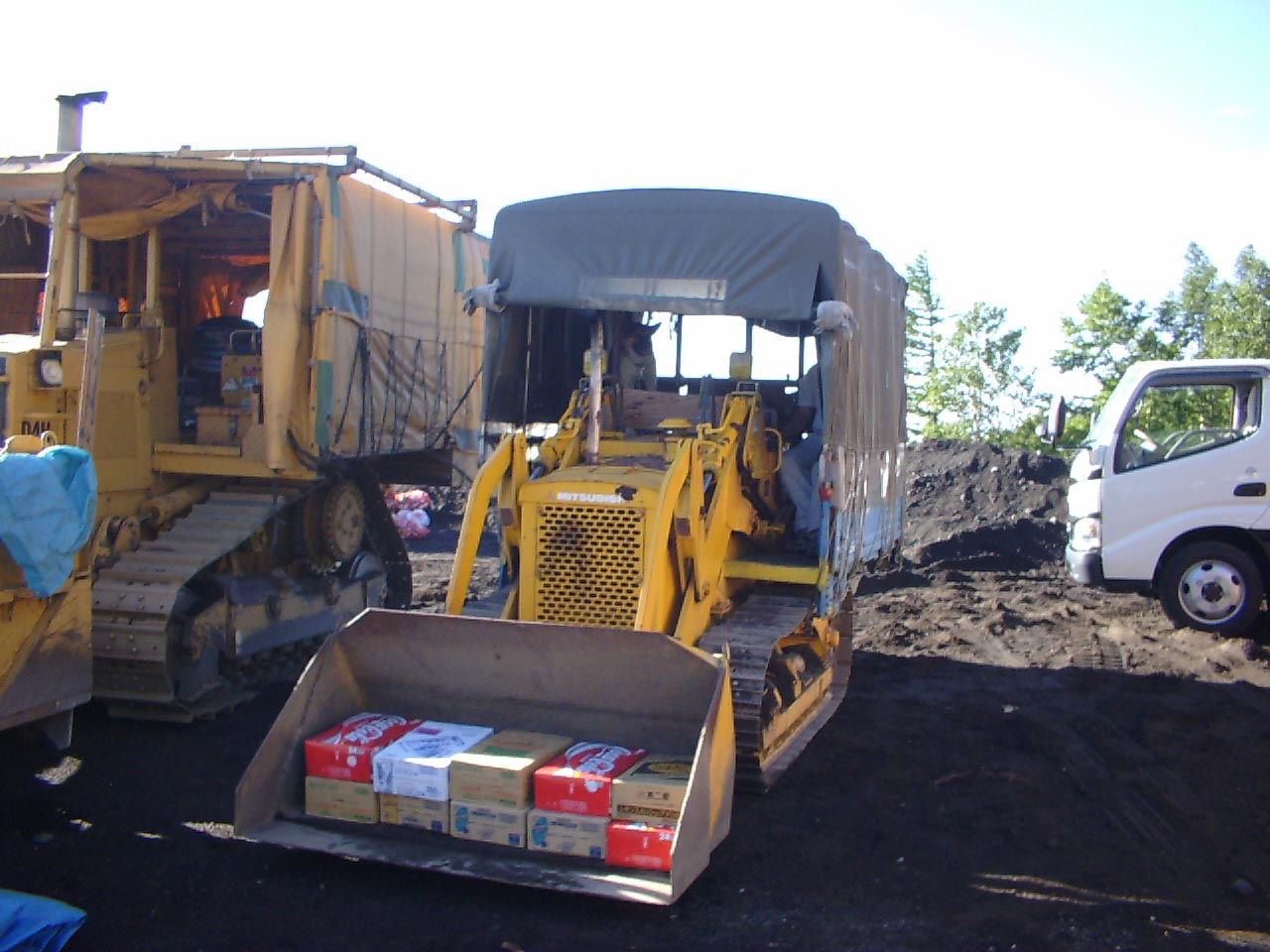
荷揚げのブルドーザー

### 物資の運搬
五合目〜山頂の物資の輸送はブルドーザーやクローラーダンプにより行われている。他山域で行われているヘリコプターでの輸送よりも、悪天候に強く大量輸送ができるというメリットがあるが、多くの車両の購入費用や保守費用の他、ブルドーザー道の保守費用がかかるため、ヘリコプター輸送よりも商品に対する価格上乗せ額が大きくなる。吉田ルートではブルドーザー道は下山道としても利用されている。このブルドーザー輸送は、富士山レーダー建設を機に従来の馬方組合と強力組合が合同して始めたものである。

### 清掃登山
富士山の登山道や周辺には非常にゴミが多かったことなどが一因となり、富士山の世界自然遺産登録が実現しなかったことを踏まえ、富士山美化のために、NPOや企業などが毎年清掃登山活動を行っている。

### 「望ましい登山者数」問題
富士山の世界文化遺産登録に際しては、入山者が多いことによる「神聖な雰囲気」の維持が課題として指摘された。上記のようなゴミ清掃や環境配慮型トイレの導入などが進んでも、富士登山人気の高まりによる自然環境や霊山としての雰囲気への圧力は大きい。このため山梨・静岡両県は「望ましい登山者数」（1日当たり吉田口4000人、富士宮口2000人）をまとめた。これは世界遺産を所管する国際記念物遺跡会議（イコモス）に報告される予定である。

### 新型コロナウイルスによる閉山
新型コロナウイルス感染症の流行により、2020年（令和2年）の夏は感染拡大防止の観点から登山が禁止となった。山小屋の営業も行われず、事故が起きても救助が困難であるため登山道を閉鎖した。こうした措置は広く登山が解禁された近代以降では初のことになる。
静岡県側では富士山スカイライン、ふじあざみライン、県道152号富士公園太郎坊線を封鎖したため5合目までも行くことができなくなり、新富士駅・富士駅・富士宮駅・三島駅・裾野駅・御殿場駅などから5合目に向かう登山バスも運休となった。一方、山梨県側では6月15日から富士スバルラインを開通させ、5合目までは通行可能となった。
なお、閉鎖されている道路に侵入した場合、道路法違反となり処罰されることになる。
 ウィキメディア・コモンズには、コロナで登山できなくなった富士山と感染対策をする世界遺産構成資産に関するカテゴリがあります。